# Hassanal Bolkiah
Hassanal Bolkiah Mu'izzaddin Waddaulah (Jawi: حسن البلقية ابن عمر علي سيف الدين ٣; sinh 15 tháng 7 năm 1946) là đương kim Sultan, Thủ tướng, Bộ trưởng Bộ Quốc phòng, Bộ trưởng Bộ Tài chính của Brunei Darussalam. Ông là vị Sultan thứ 29 của đất nước Brunei.
Hassanal Bolkiah là trưởng nam của Omar Ali Saifuddien III - vị Sultan thứ 29 của Brunei. Năm 1961, ông được phong làm Vương thái tử. Năm 1966, ông sang Anh học tại Trường Sĩ quan Lục quân Hoàng gia Sandhurst. Năm 1967, ông về nước và kế vị vua cha. Cũng như cha, ông được Nữ vương Elizabeth II của Anh phong tước Hiệp sĩ. Năm 1984, Brunei độc lập, ông kiêm giữ chức Thủ tướng, Bộ trưởng Quốc phòng và Bộ trưởng Tài chính.
Sultan Hassanal Bolkiah có 1 Vương hậu - Raja Isteri Pengiran Anak Saleha, và 2 cung phi - Pengiran Isteri Mariam và Pengiran Isteri Azrinaz Mazhar. Ngài có 7 vương nữ và 5 vương tử (tính cả Thái tử Al - Muhtadee Billah). Ông còn có một người cháu gọi mình bằng bác tên là Faiq Bolkiah, hiện đang chơi cho câu lạc bộ Chonburi F.C..
Ông được xếp hạng trong số những cá nhân giàu có nhất thế giới. Tính đến năm 2023, Hassanal Bolkiah được cho là có tài sản ròng trị giá 30 tỷ USD. Ông là vị vua hiện tại trị vì lâu nhất thế giới và là nguyên thủ quốc gia tại vị lâu nhất. Vào ngày 5 tháng 10 năm 2017, Bolkiah đã tổ chức Năm Thánh Vàng để đánh dấu năm thứ 50 trị vì của mình.

## Cuộc sống đầu đời và giáo dục
Pengiran Muda (Vương tử) Hassanal Bolkiah sinh ra dưới thời trị vì của bác ông là Sultan Ahmad Tajuddin vào ngày 15 tháng 7 năm 1946, tại Istana Darussalam. Cha của ông, Bendahara vào thời điểm đó, là người thừa kế của Brunei và Hassanal Bolkiah vào thời điểm sinh ra là người thứ 2 trong danh sách kế vị. Ông đã được học giáo dục tư thục ở Surau của Istana Darul Hana trước khi đi học chính thức. Ông là Quốc vương đầu tiên của Brunei được giáo dục đầy đủ ở phương Tây, cả trong nước và ngoài nước. Năm 1955, Hassanal Bolkiah bắt đầu theo học tại Trường Mã Lai Sultan Muhammad Jamalul Alam ở Brunei Town (nay gọi là Bandar Seri Begawan). Năm 1961–1963, ông đăng ký vào Trường Jalan Gurney và Học viện Victoria ở Kuala Lumpur.
Ở tuổi 15, ông được tấn phong Pengiran Muda Mahkota (Thái tử) vào ngày 14 tháng 7 năm 1961. Đáng chú ý, Trung đoàn Súng trường Gurkha 2 được điều động tới Brunei vào năm 1962, năm cuộc nổi dậy ở Brunei bắt đầu. Thiếu tá Digby Willoughby và một đội nhỏ quân Gurkha đã giúp giải cứu cha ông và ông khỏi cung điện của họ, và cha ông mãi mãi biết ơn hành động của Willoughby vào ngày hôm đó.
Do mối quan hệ căng thẳng giữa Brunei và Malaysia vào năm 1963, Hassanal Bolkiah đã quay trở lại Brunei để hoàn thành chương trình học của mình tại Sultan Omar Ali Saifuddien College, một trường học dạy bằng tiếng Anh. Sau đó, ông đăng ký làm sĩ quan thiếu sinh quân tại Học viện Quân sự Hoàng gia Sandhurst, Vương quốc Anh, vào ngày 4 tháng 1 năm 1966. Ông và vợ chào tạm biệt các quan chức nhà nước vào sáng sớm ngày 7 tháng 9 năm 1966 và rời sân bay Brunei đi Anh.  Ông tốt nghiệp Học viện Quân sự Hoàng gia Sandhurst ở Vương quốc Anh và được bổ nhiệm làm Đại úy danh dự trong Đội cận vệ Coldstream vào ngày 1 tháng 3 năm 1968.

## Cai trị

### Đăng quang

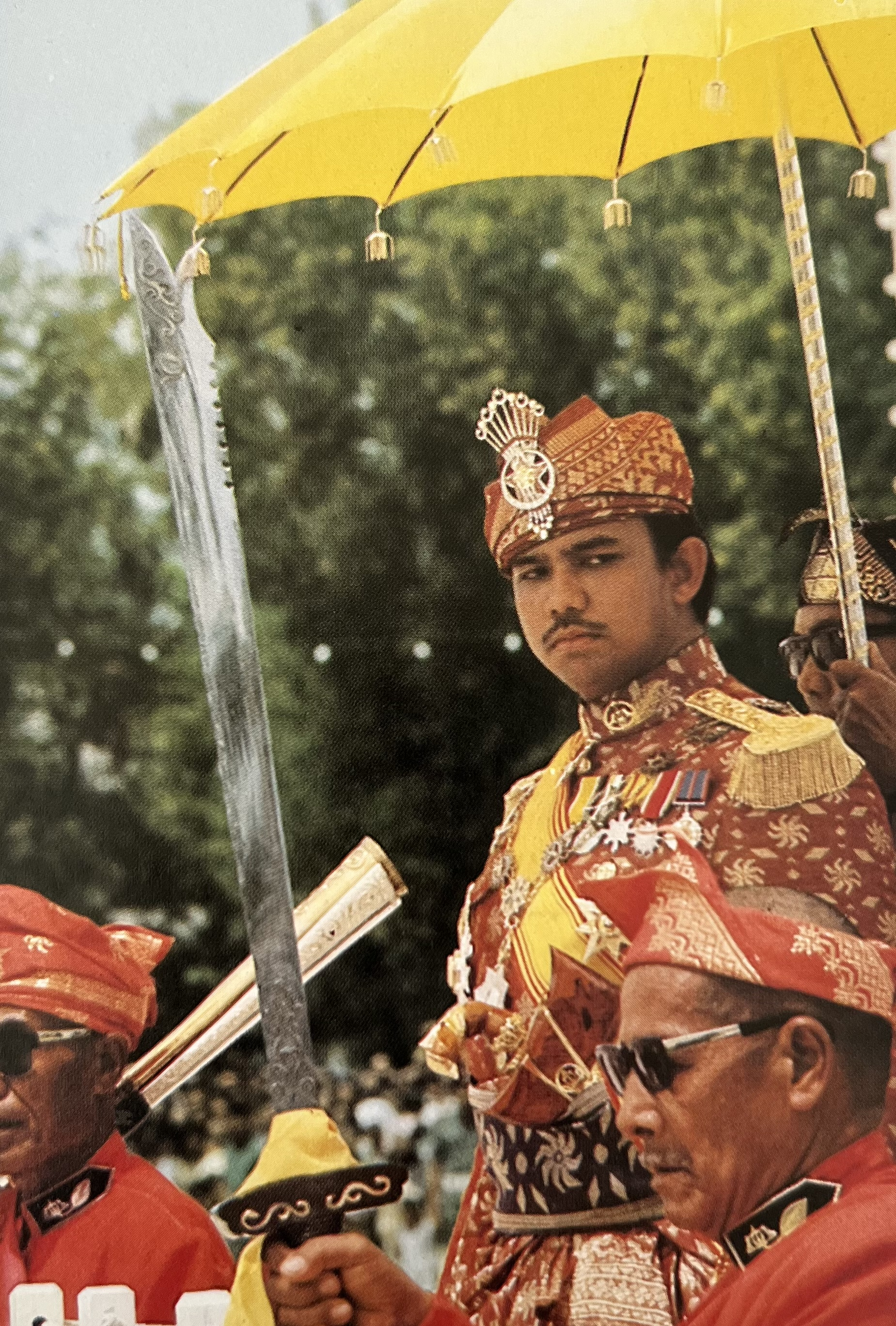
Hassanal Bolkiah trên xe ngựa hoàng gia vào ngày đăng quang, 1968

Sau 17 năm nắm quyền, Quốc vương Omar Ali Saifuddien tuyên bô thoái vị vào ngày 4 tháng 10 năm 1967, nhường ngôi cho Thái tử Hassanal Bolkiah, con trai cả 21 tuổi của ông. Hassanal Bolkiah trở về Brunei trước khi học xong để đảm nhận trách nhiệm của cha mình với tư cách là người lãnh đạo chính phủ.
Lễ đăng quang bắt đầu bằng việc treo cờ vàng tại Bukit Panggal và cờ đỏ tại Bukit Sungai Kebun vào tháng 2 năm 1968. Thông báo này cũng được Đài phát thanh Brunei phát đi khắp cả nước. Bản tin về lễ đăng quang mà Đài phát thanh Brunei và Cục Thông tin cung cấp được ca ngợi là chương trình xuất sắc nhất trong năm. Hơn nữa, Ủy ban Đăng quang đã ký hợp đồng với một hãng phim Nhật Bản để làm một bộ phim màu ghi lại sự kiện này. Phim được phân phối ở định dạng 35 mm và 16 mm để phân phối toàn cầu.
Khi hàng ngàn người dân và khách du lịch đổ về các địa điểm thuận lợi ở trung tâm thành phố, nơi mà việc tiếp cận bị hạn chế (trừ các phương tiện công vụ) từ sáng sớm, các chức sắc gần xa đã chứng kiến nghi thức lâu đời ở Lapau mới được xây dựng.  Với mái nhà phía sau được hạ xuống để có thể nhìn thấy mình, Sultan đã đến chiếc Mercedes-Benz 600 Pullman Landaulet sáu cửa mới toanh của mình sau nghi thức tắm rửa theo phong tục của người Hồi giáo tại Istana Darul Hana, trước đó là màn chào mừng bằng 21 phát đại bác.
Tại trạm cứu hỏa, Quốc vương và những người hầu cận với trang phục sặc sỡ tương bước vào cỗ xe hoàng gia, được gọi là Usongan Diraja. Quốc vương mặc lễ phục màu đỏ và vàng, lấp lánh các huân chương của ông. Được chế tác đặc biệt cho lễ đăng quang, cỗ xe bao gồm một chiếc ngai bằng da hổ và phần thân gồm 26 tấm gỗ chạm khắc được trang trí bằng vàng 24 cara và những viên kim cương quý. Dài khoảng 85 foot (26 m), nó được lái vào ngày 1 tháng 8 năm 1968, bởi 50 binh sĩ trong số 50 binh sĩ mặc đồ đen được tuyển chọn đặc biệt của Trung đoàn Hoàng gia Mã Lai Brunei.
Ông đội vương miện trên đầu và cầm trên tay Keris si-Naga, biểu tượng của quyền lực hoàng gia tối cao ở Brunei, được trao bởi cha ông, Paduka Seri Begawan Sultan Omar Ali Saifuddien. Sau đó, ông cởi bỏ thanh kiếm nghi lễ của mình, thề trung thành với con trai mình với tư cách là người đứng đầu nhà nước và tôn giáo. Giống như cha mình trước đó, vị vua mới đã thề sẽ duy trì hòa bình và thịnh vượng của đất nước. Ông cũng hứa sẽ cải thiện mức sống của người dân thông qua các dự án phát triển khác nhau, đồng thời bảo vệ và duy trì đạo Hồi cũng như phong tục và truyền thống của Brunei.[20] Sau lễ đăng quang, tân Quốc vương tiến hành rước kiệu qua thủ đô, đi qua hàng học sinh đang reo hò Daulat Tuanku (Vua muôn năm).
Trong số các quan chức nước ngoài tới dự buổi lễ có Thủ tướng Singapore Lý Quang Diệu; thủ tướng Malaysia Tunku Abdul Rahman; và Cao ủy Anh tại Brunei, A.R. Adair, người đại diện cho Nữ vương Elizabeth II. Để kỷ niệm sự kiện này, Medel Đăng quang và các con tem đã được phát hành.

### Giai đoạn đầu của triều đại
Hassanal Bolkiah tiếp tục nhận được lời khuyên từ cha mình trong mọi quyết định quan trọng vì tuổi đời của ông còn quá trẻ và thiếu kinh nghiệm trong các vấn đề hành chính nhà nước. Khi phát biểu tại lễ đăng quang, ông đã làm rõ vấn đề này. Bất chấp những phủ nhận trước đó rằng ông sẽ không tham gia chính trị, chỉ thị này cho thấy Hassanal Bolkiah vẫn giữ được khả năng gây ảnh hưởng đến hệ thống chính trị của Brunei. Sự tham gia của cha ông càng củng cố lập luận về sự ổn định của hệ thống hoàng gia vì "quyền lực đằng sau ngai vàng". Theo hiến pháp năm 1959 của Brunei, quốc vương là nguyên thủ quốc gia với toàn quyền hành pháp, bao gồm cả quyền lực khẩn cấp kể từ năm 1962.

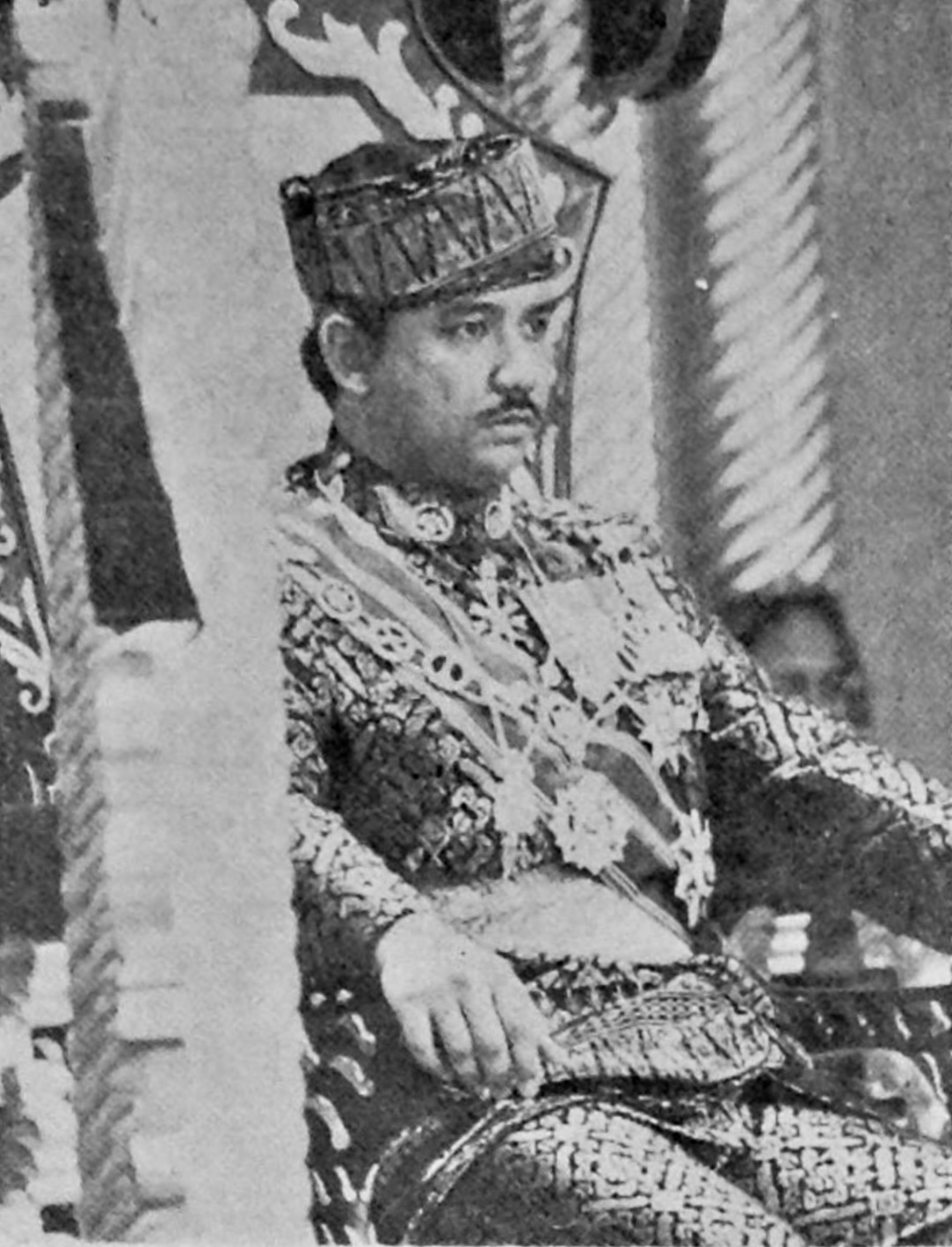
Hassanal Bolkiah tại một buổi lễ cấp nhà nước năm 1970

Ngân sách 500 triệu đô la Brunei đã được phân bổ cho Kế hoạch phát triển quốc gia lần thứ ba (RKN3), được ban hành từ năm 1975 đến năm 1979. Các mục tiêu sau đây được ưu tiên trong việc xây dựng và thiết kế kế hoạch nhằm duy trì mức độ việc làm và đa dạng hóa nền kinh tế thông qua tăng tốc phát triển nông nghiệp và công nghiệp. Với ngân sách 2,2 tỷ đô la Brunei, RKN4 (1980–1984) đặt trọng tâm vào việc nâng cao phúc lợi kinh tế, xã hội và văn hóa của người dân. Với ngân sách 3,7 tỷ đô la Brunei, RKN5 (1986–1990) nhằm mục đích cung cấp nhiều dịch vụ và cơ sở hạ tầng cần thiết để nâng cao mức sống của người dân đồng thời thúc đẩy tăng trưởng kinh tế và xã hội của quốc gia.
Việc chính phủ Anh yêu cầu Brunei trở thành một quốc gia độc lập với nền dân chủ nghị viện mâu thuẫn với Quốc vương Hassanal Bolkiah và mong muốn của cha ông là duy trì cơ cấu chính trị quân chủ chuyên chế. Họ lo ngại về khả năng an ninh và quốc phòng của Brunei, cảm thấy quốc gia này chưa sẵn sàng giành độc lập khỏi sự bảo hộ của Anh. Trong các chuyến thăm của Malcolm MacDonald vào tháng 1 năm 1968 và George Thomson vào tháng 4 năm 1968, Quốc vương và cha ông bày tỏ lo lắng về hậu quả của việc Anh rút quân khỏi Viễn Đông.
Vào ngày 19 tháng 9 năm 1968, một phái đoàn do Quốc vương mới đăng quang Hassanal Bolkiah dẫn đầu đã tới London để thảo luận về tương lai chính trị của Brunei. Từ ngày 19 tháng 9 đến ngày 26 tháng 10, phái đoàn đã tổ chức tham vấn với các quan chức Anh, tập trung vào việc đóng quân của Trung đoàn Gurkha và các điều khoản của Hiệp định 1959 liên quan đến điều khoản an ninh của Brunei và trách nhiệm của Anh đối với các vấn đề đối ngoại của nước này, cả hai đều sẽ hết hạn vào tháng 11 năm 1970, thực tế là vòng đàm phán đầu tiên không làm người Anh thay đổi quan điểm về Brunei, ông vẫn lạc quan và theo đuổi nhiều cuộc đàm phán hơn.
Hassanal Bolkiah đã thực hiện ba chuyến đi tới London từ tháng 5 đến tháng 12 năm 1969 trong nỗ lực giao tiếp với chính phủ Công Đảng Anh, nhưng những chuyến thăm này không thu được kết quả gì. Đề xuất rút toàn bộ quân nhân—kể cả quân nhân ở Brunei—tiếp tục được chính quyền Anh theo đuổi. Sultan Hassanal Bolkiah đến London vào ngày 14 tháng 11 năm 1969, cùng với Vương tử Mohamed Bolkiah và các quan chức khác, để tiếp tục thảo luận với Malcolm Shepherd và Michael Stewart. Chính phủ Công Đảng Anh vẫn kiên định quyết tâm từ bỏ quyền kiểm soát Brunei bất chấp những nỗ lực này.
Hassanal Bolkiah thực hiện một chuyến đi khác tới London vào tháng 4 năm 1970 trong nỗ lực phá vỡ thế bế tắc trong các cuộc đàm phán, nhưng chính phủ Anh vẫn kiên quyết giữ vững lập trường vì cho rằng Brunei có thể tự vệ mà không cần sự trợ giúp của Anh. Cho rằng hiệp ước quốc phòng sắp hết hạn vào tháng 11 năm 1970, ông bày tỏ lo ngại đáng kể về điều này, quốc vương nói rằng "ngay cả khi một nửa dân số nam giới gia nhập Lực lượng vũ trang, Brunei vẫn sẽ không thể tự vệ được."
Với Đảng Bảo thủ lên nắm quyền, Hassanal Bolkiah đã tìm thấy hy vọng mới. Chính phủ Anh đồng ý duy trì sự hiện diện hạn chế của quân đội Anh ở Đông Nam Á, bao gồm việc giữ Trung đoàn Gurkha đồn trú ở Brunei, và quyết định không từ bỏ Hiệp định 1959, dự kiến sẽ hết hạn vào ngày 30 tháng 6 năm 1970. Điều này dẫn đến các cuộc đàm phán thành công với Nam tước Anthony Royle vào tháng 11 năm 1970. Các cuộc đàm phán này dẫn đến việc ký kết Hiệp định Hữu nghị Anh-Brunei vào ngày 23 tháng 11 năm 1971, mang lại cho Brunei "độc lập hoàn toàn trong nước" và hạn chế quyền lực của Cao ủy Anh trong các vấn đề liên quan đến đối ngoại.
Theo Chương 55 của Hiến pháp năm 1959, Hội đồng Lập pháp được bầu năm 1970 đã bị giải tán vào ngày 15 tháng 12 năm 1977, với sự đồng ý của Quốc vương. Quốc vương đã đồng ý tái cơ cấu và bổ nhiệm lại một số thành viên cũ của hội đồng. Vào ngày 22 tháng 12 năm 1977, một hội đồng mới chính thức được triệu tập trở lại. Ngày hôm sau, Hassanal Bolkiah giải tán hội đồng.
Hassanal Bolkiah đứng đầu một phái đoàn tới London vào năm 1978 để đàm phán về việc trao trả độc lập cho Brunei. Kết quả là Hiệp ước Hữu nghị và Hợp tác giữa Brunei và Anh, có hiệu lực từ ngày 1 tháng 1 năm 1984, và giải phóng Chính phủ Anh khỏi nhiệm vụ quản lý các vấn đề đối ngoại và quốc phòng của Brunei. Đây là ngày đánh dấu Brunei độc lập khỏi Vương quốc Anh, sau gần 20 năm nằm dưới chế độ bảo hộ. Ông nắm quyền kiểm soát Brunei như một quốc gia độc lập dưới quyền một vị vua "dân chủ", kiêm Thủ tướng. Hassanal Bolkiah đọc Tuyên ngôn Độc lập vào lúc nửa đêm.
| “ | Đã đến lúc Brunei Darussalam tiếp tục hoàn toàn chịu trách nhiệm quốc tế với tư cách là một quốc gia có chủ quyền và độc lập trong cộng đồng các quốc gia. | ” |
| — | |   |

Vào ngày đất nước giành độc lập, Hassanal Bolkiah trở thành Thủ tướng, đồng thời là người đứng đầu chính phủ. Ngoài ra, ông còn giữ chức vụ Bộ trưởng Bộ Nội vụ và Bộ trưởng Bộ Tài chính. Đồng thời, ông tuyên bố Melayu Islam Beraja (MIB) là triết lý quốc gia. Nó đóng vai trò như một trụ cột trong cuộc sống của các công dân của quốc gia, bất kể tôn giáo, văn hóa hay thành phần xã hội; hệ thống quân chủ, các giá trị văn hóa Mã Lai và giáo lý tôn giáo Hồi giáo đều đã góp phần tạo nên di sản lịch sử của quốc gia vẫn được gìn giữ cho đến ngày nay. Chúng cũng đóng vai trò như một pháo đài để bảo vệ Brunei khỏi những ảnh hưởng từ bên ngoài.

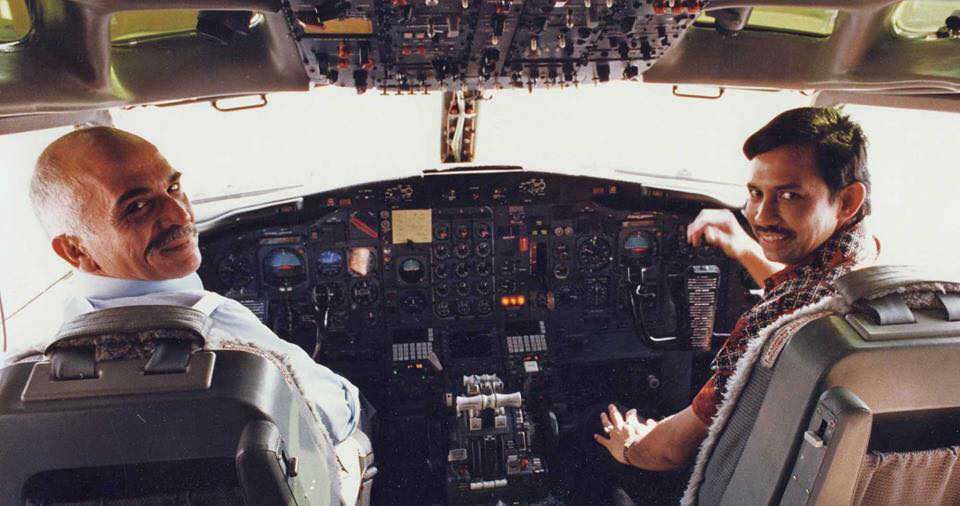
Hassanal Bolkiah trong buồng lái với Vua Hussein của Jordan, 1984

Hassanal Bolkiah tái lập Hội đồng Lập pháp vào ngày 27 tháng 12 năm 1983, và nó bị giải tán vào ngày 13 tháng 2 năm 1984. Ông đã đóng góp 210.000 đô la Brunei cho Trường Quốc tế Liên Hiệp Quốc (UNIS). Pengiran Bahrin, đặc phái viên của ông, đã tặng món quà cho Refauddin Ahmad, chủ tịch hội đồng quản trị UNIS, nhân kỷ niệm 40 năm thành lập Liên Hiệp Quốc và kỷ niệm một năm Brunei trở thành thành viên.
Với ngân sách 5,5 tỷ đô la Brunei, RKN6 (1991–1995) nhằm giải quyết các nhu cầu của đất nước, đặc biệt là nâng cao mức sống và chất lượng cuộc sống của người dân cũng như củng cố hơn nữa nền kinh tế quốc gia. RKN7 (1996–2000) của kế hoạch phát triển dài hạn 20 năm bắt đầu từ năm 1985 và có tổng ngân sách là 7,2 tỷ đô la Brunei là kế hoạch phát triển quốc gia thứ 7. Kế hoạch này nhằm nâng cao thành tựu kinh tế của quốc gia đồng thời tiếp tục cải thiện đáng kể chất lượng cuộc sống của người dân. Ông tự bổ nhiệm mình làm Bộ trưởng Bộ Tài chính vào ngày 23 tháng 2 năm 1997.[39] Trước đây ông đã giữ chức vụ này từ năm 1984 đến năm 1986 trước khi nó được em trai ông là Vương tử Jefri Bolkiah tiếp quản.

### Kỷ niệm 25 năm cai trị

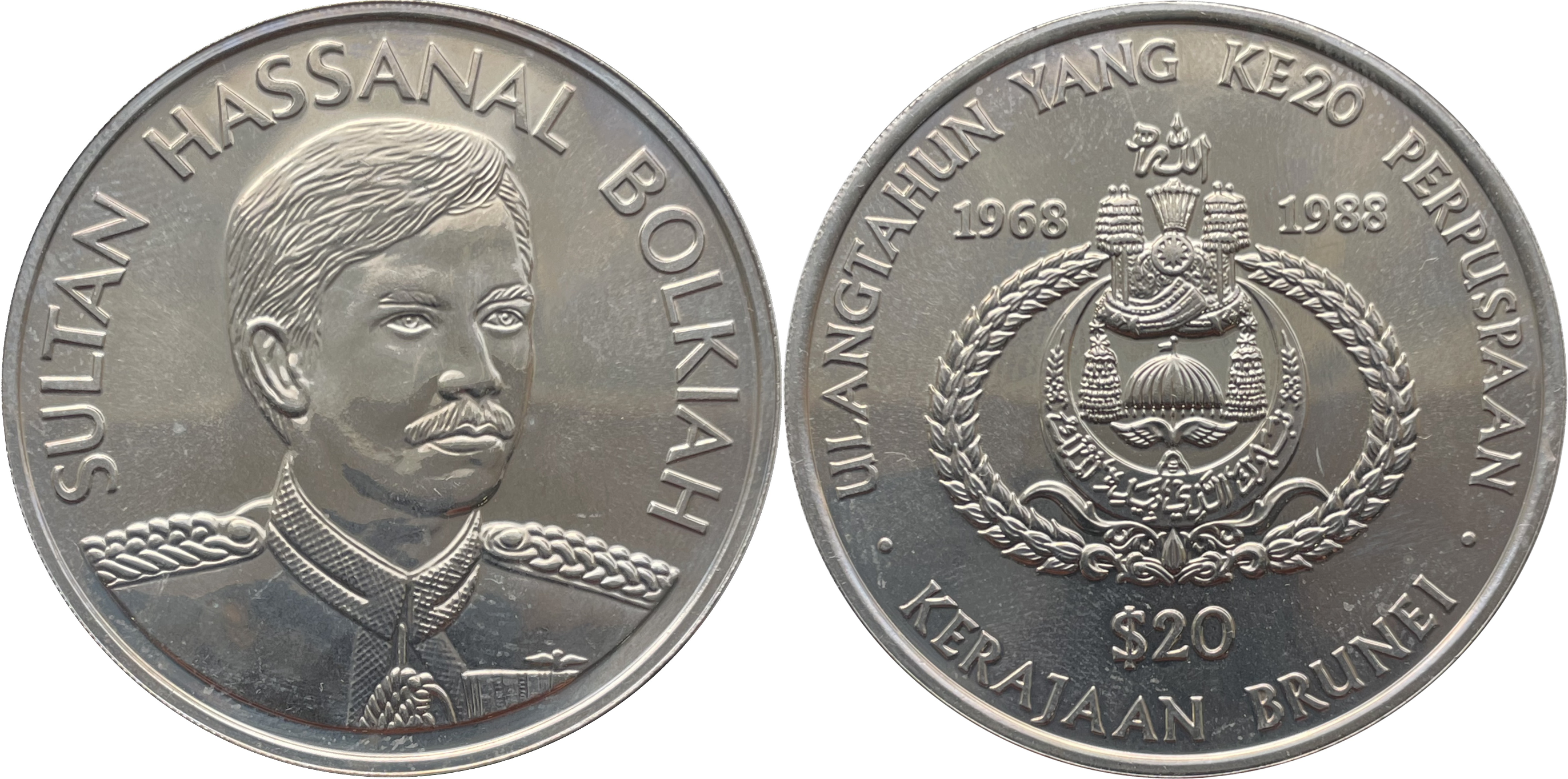
Xu bạc: 20 dollar Brunei kỷ niệm 20 năm cai trị của Hassanal Bolkiah (1968-1988)

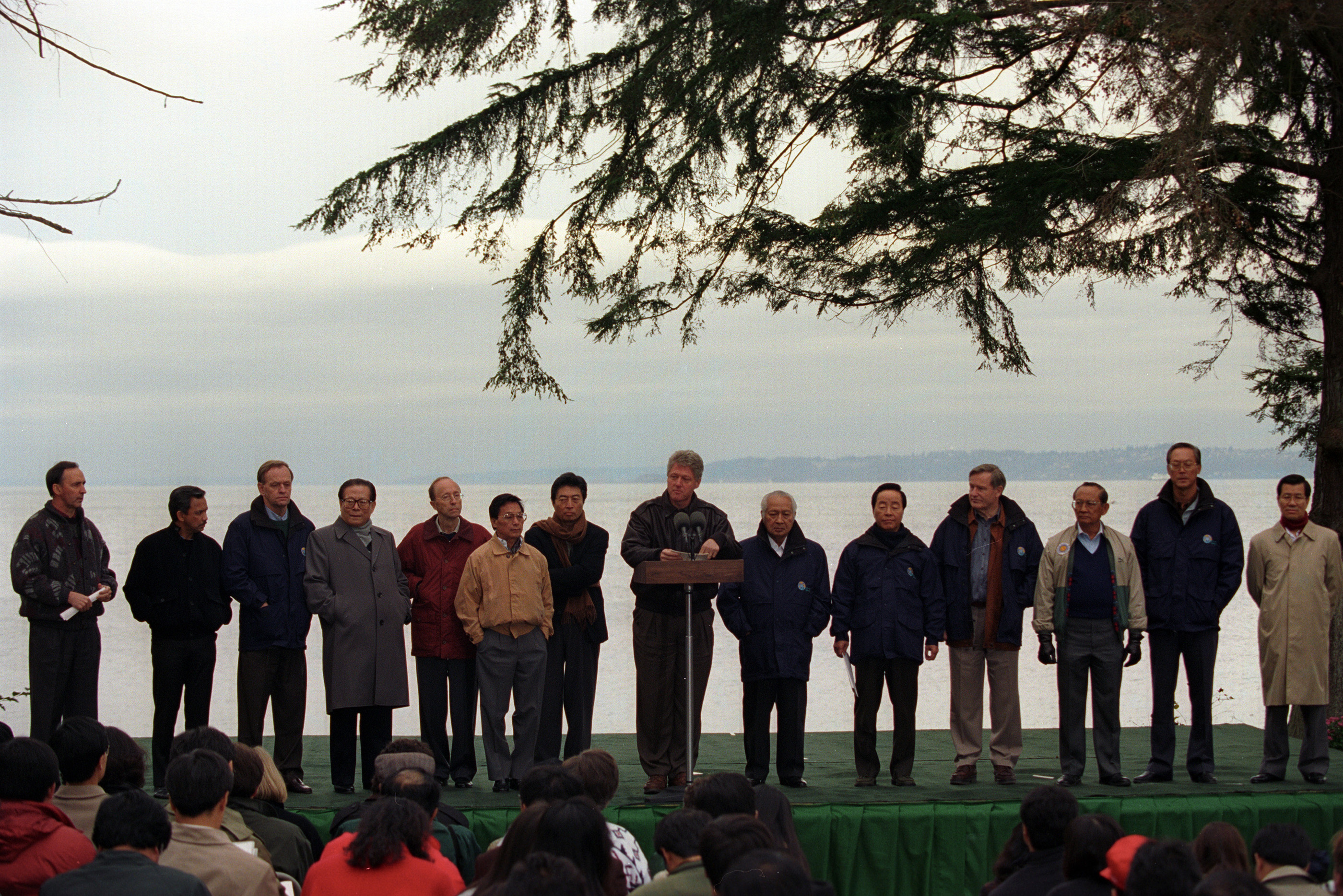
Hassanal Bolkiah tham dự Hội nghị thượng đỉnh APEC năm 1993 trên Đảo Blake, Seattle

Năm 1992 kỷ niệm 25 năm cại trị của Hassanal Bolkiah. Ước tính Brunei đã chi khoảng 200 triệu USD để kỷ niệm sự kiện này, bao gồm việc xây dựng một nhà thờ Hồi giáo 6.000 chỗ ngồi với mái vòm bằng vàng, 21 nhà khách dành cho các quan chức đến thăm, một trung tâm triển lãm và 200 ô tô Mercedes-Benz cho du khách. Để kỷ niệm cột mốc quan trọng này, Tòa nhà Tưởng niệm Churchill đã trở thành Tòa nhà Biểu tượng Hoàng gia Brunei vào năm 1992. Được thành lập để kỷ niệm sự kiện này, Huân chương Năm Thánh Bạc (Pingat Jubli Perak) được trao thành ba hạng: vàng, bạc và đồng.
Đỉnh cao của tất cả các hoạt động là một bữa tiệc hoành tráng được tổ chức tại Istana Nurul Iman, nơi Yang di-Pertuan Agong Azlan Shah và Raja Permaisuri Tuanku Bainun của Malaysia, Vương tử Edward, Công tước xứ Edinburgh, các Quốc vương và vương hậu của các tiểu quốc của Malaysia nằm trong số các thành viên tham dự. Quốc vương xuất hiện trước người dân của mình trong một buổi lễ tại Istana Nurul Iman, cùng với hai người vợ và mười người con của ông, tất cả đều mặc trang phục màu vàng và đeo trang sức lấp lánh. "Các chính sách của người cha quá cố của tôi, đặc biệt là bảo vệ hòa bình, nâng cao mức sống của người dân và sự thịnh vượng của đất nước, cũng như đề cao... đạo Hồi," vị quốc vương 46 tuổi cam kết trong một bài phát biểu ngắn gọn. Sau đó, nhà vua tới thủ đô trên chiếc limousine Rolls-Royce Silver Spur và ngồi trên một cỗ xe lớn làm bằng gỗ và vàng với những người hầu mặc trang phục màu đen.
Người dân Kuala Belait đã tặng Công viên Silver Jubilee như một vật kỷ niệm cho dịp này. Công viên giải trí có tên là Công viên Sultan Haji Hassanal Bolkiah Silver Jubilee là một địa điểm du lịch nổi tiếng và là địa danh nổi tiếng trong khu vực. Ông đã ra lệnh thành lập một quỹ có tên là Quỹ Sultan Haji Hassanal Bolkiah liên quan đến Lễ kỷ niệm Năm Thánh Bạc của Quốc vương Hassanal Bolkiah lên ngôi vào ngày 5 tháng 10 năm 1992.

### Thiên niên kỷ mới

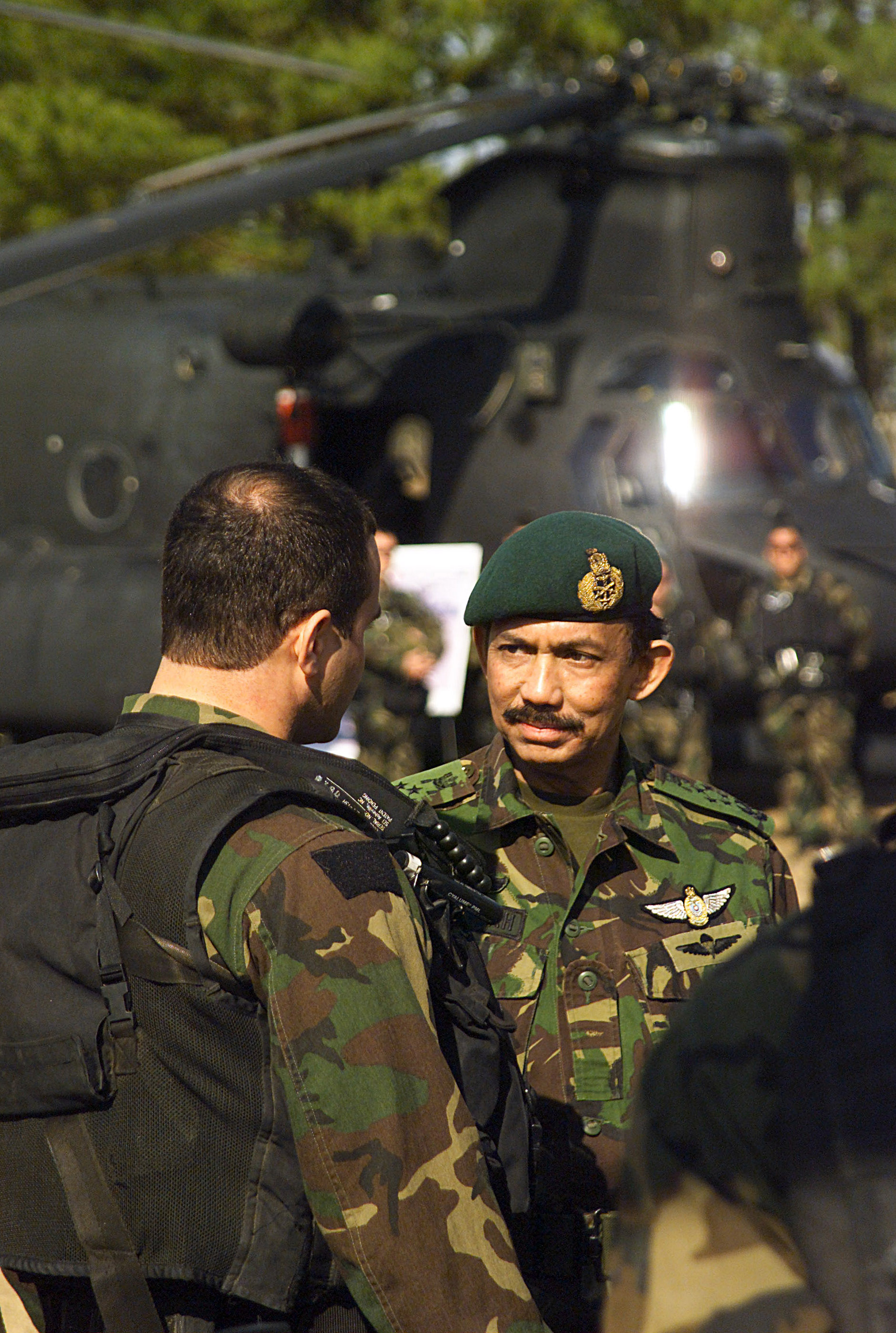
Hassanal Bolkiah đến thăm Fort Campbell vào ngày 17 tháng 12 năm 2002

Năm 2004, Hội đồng Lập pháp, vốn đã bị giải tán từ năm 1962, đã được mở cửa trở lại. Vào ngày 9 tháng 3 năm 2006, Sultan được cho là đã sửa đổi hiến pháp của Brunei để khiến ông không thể sai lầm theo luật pháp Brunei.
Đề xuất sửa đổi hiến pháp năm 1959 là mục đầu tiên trong chương trình nghị sự khi Quốc vương triệu tập lại vào ngày 25 tháng 9 năm 2004, sau 21 năm gián đoạn. Đề xuất sửa đổi hiến pháp nhằm mở rộng Hội đồng Lập pháp lên 45 ghế, trong đó 15 ghế đã được bầu, đã được hội đồng thông qua. Vào ngày 1 tháng 9 năm 2005, Sultan giải tán hội đồng; ngày hôm sau, hội đồng được tái lập theo Hiến pháp Brunei sửa đổi.
Vào tháng 9 năm 2005, Quốc vương đề cử năm thành viên vào Hội đồng Lập pháp mới, những người được bầu gián tiếp để đại diện cho các hội đồng làng. Kế hoạch thành lập cơ quan lập pháp gồm 45 thành viên với 15 ghế bầu cử công khai đã được đưa ra bàn thảo vào năm 2006 và 2007, nhưng đến cuối năm, các cuộc bầu cử vẫn chưa được ấn định. Đạo luật An ninh Nội địa (ISA) về cơ bản bảo vệ quyền lực cá nhân của quốc vương, trong khi mọi quyền lực nhà nước vẫn do gia đình quốc vương và những người thừa kế được chỉ định nắm giữ. Vào ngày 4 tháng 3 năm 2008, Hội đồng Lập pháp đã triệu tập cuộc họp khai mạc kỳ họp thứ tư tại cơ sở mới đặt tại Jalan Kebangsaan. Ngay sau khi nhận được Lời chào Hoàng gia và nhìn thấy đội danh dự do các sĩ quan Lực lượng Cảnh sát Hoàng gia Brunei điều động, Quốc vương đã chủ trì lễ khánh thành hoành tráng bằng cách ký vào một tấm bảng.
Tại Sân vận động Quốc gia Hassanal Bolkiah vào ngày 23 tháng 2 năm 2009, Quốc vương Hassanal Bolkiah đã có mặt tại lễ kỷ niệm Năm Thánh Bạc của Brunei, cùng với các thành viên hoàng gia và các nhà lãnh đạo chính thức của ông. Theo sau đội duyệt binh danh dự và cuộc tuần hành vừa qua, Quốc vương đã có mặt khi có tới 25 thanh niên đại diện cho nhiều cơ quan chính phủ, khu vực tư nhân, các cơ sở giáo dục đại học và các hiệp hội đọc lời tuyên thệ Ngày Quốc khánh. Các buổi biểu diễn trên sân không có lỗi, được chia thành sáu phần, được tạo ra để thể hiện chủ đề của Lễ kỷ niệm Năm Thánh Bạc của Brunei, Kedewasaan Bernegara (Sự trưởng thành của Quốc gia). Để kỷ niệm sự kiện này, ông đã thành lập Medal Ngày Quốc khánh Năm Thánh Bạc.
Chủ đề RKN về "Kiến thức và Đổi mới, Tăng Năng suất, Tăng trưởng Kinh tế Nhanh" tập trung vào RKN10 (2012–2017) về các sáng kiến phát triển nhằm đạt được tăng trưởng kinh tế nhanh hơn và cao hơn.

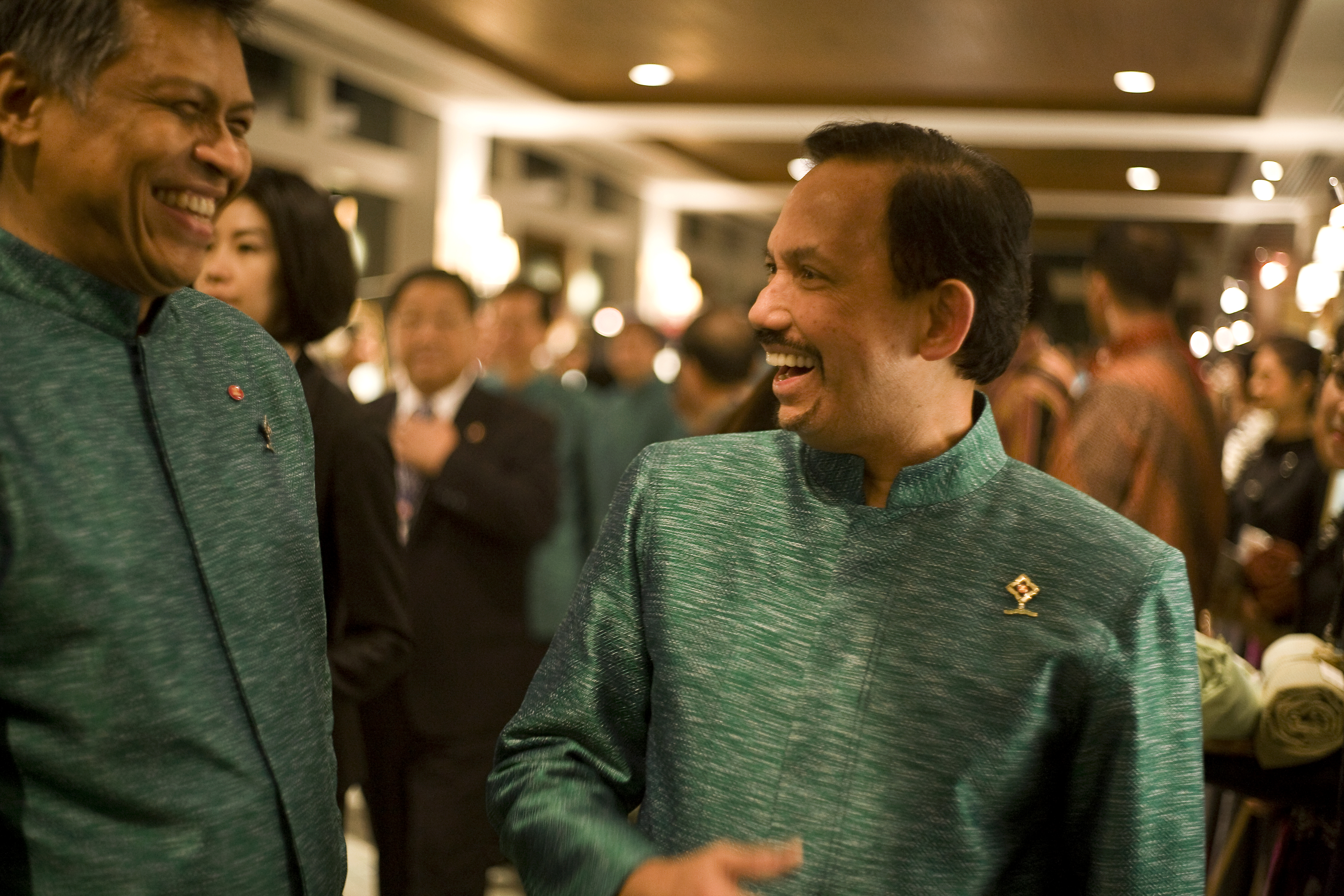
Tổng thư ký ASEAN Surin Pitsuwan và Hassnal Bolkiah năm 2009

Vào năm 2014, Hassanal Bolkiah tuyên bố thực hiện các hình phạt hình sự nghiêm khắc của Hồi giáo, tiến tới các đề xuất gây ra sự phản đối hiếm hoi trong nước đối với nhà cai trị giàu có và cả sự phẫn nộ trên toàn thế giới. Kế hoạch của vương quốc về các hình phạt sharia, mà cuối cùng sẽ bao gồm đánh đòn, cắt cụt chân tay và ném đá đến chết, đã gây ra sự phẫn nộ trên các trang mạng xã hội. Sau sự chậm trễ không giải thích được trong việc thực hiện dự kiến các hình phạt vào ngày 22 tháng 4 năm 2014, điều này làm dấy lên suy đoán rằng quốc vương đang do dự, sự không chắc chắn xung quanh việc thực thi chúng. Tuy nhiên, ông tuyên bố rằng hành động này là "phải" xét theo đạo Hồi, bác bỏ "những lý thuyết không bao giờ kết thúc" rằng các hình phạt của sharia là khắc nghiệt trong những nhận xét rõ ràng là nhắm vào những người chỉ trích.
Hassanal Bolkiah cũng cấm tổ chức lễ Giáng sinh công khai vào năm 2015, bao gồm cả việc đội mũ hoặc mặc quần áo giống ông già Noel. Lệnh cấm chỉ ảnh hưởng đến người Hồi giáo địa phương. Người theo đạo Thiên chúa vẫn được phép tổ chức lễ Giáng sinh. Theo cố Giám mục và Hồng y người Brunei Cornelius Sim, vào ngày 25 tháng 12 năm 2015, ước tính có khoảng 4.000 trong số 18.000 người Công giáo Brunei, chủ yếu là người Trung Quốc và người nước ngoài sống ở Brunei, đã tham dự thánh lễ vào Đêm Giáng sinh và Ngày Giáng sinh. Mặc dù không có lệnh cấm tuyệt đối về việc tổ chức lễ kỷ niệm, nhưng có lệnh cấm ảnh hưởng đến việc trang trí Giáng sinh ở những nơi công cộng, đặc biệt là các trung tâm mua sắm.
Vào ngày 22 tháng 10 năm 2015, Hassanal Bolkiah bổ nhiệm chính mình làm Bộ trưởng Bộ Ngoại giao đất nước, thay thế em trai ông là Vương tử Mohamed Bolkiah. RKN11 (2018–2023), với chủ đề là "Tăng sản lượng của ngành phi dầu khí như chất xúc tác cho tăng trưởng kinh tế", các nỗ lực phát triển tích hợp hơn nữa trong sản xuất của ngành phi dầu khí.

### Kỷ niệm 50 năm trị vì

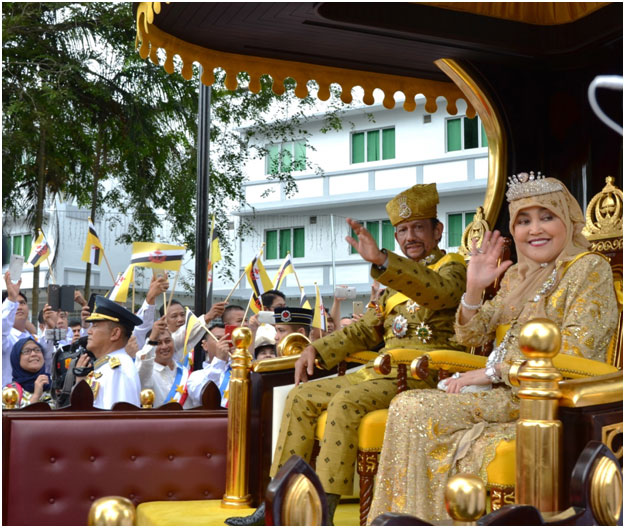
Hassanal Bolkiah và Pengiran Anak Saleha ngồi trên cỗ xe hoàng gia vào ngày 5 tháng 10 năm 2017

Lễ kỷ niệm 50 năm ngày cai trị được tổ chức vào ngày 5 tháng 10 năm 2017, ông tuyên bố trong bài phát biểu của mình rằng đó là "ngày lịch sử nhất" đối với cả người dân Brunei và chính ông. Ngoài ra, Sultan tuyên bố rằng ông và người dân của mình cần thực hiện "trách nhiệm lẫn nhau". Theo thông cáo báo chí từ các quốc, Thủ tướng Lý Hiển Long của Singapore, Hun Sen của Campuchia, Najib Razak của Malaysia, Cố vấn Nhà nước Aung San Suu Kyi của Myanmar, Tổng thống Rodrigo Duterte của Philippines và Joko Widodo của Indonesia đã lên kế hoạch tới tham dự lễ kỷ niệm. Trong số nhiều vị khách hoàng gia tham dự có Vương tử Edward và vợ ông, Sophie, Công tước phu nhân xứ Edinburgh.
Trước cuộc diễu hành cua lễ kỷ niệm, 80.000 người đã tập trung ở trung tâm thủ đô dưới bóng mây thấp bên ngoài Istana Nurul Iman. Đại thị vệ dẫn đầu cuộc diễu hành hoàng gia, và các ban nhạc diễu hành của Lực lượng Cảnh sát Hoàng gia Brunei và Lực lượng Vũ trang Hoàng gia Brunei theo sau. Quốc vương lên cỗ xe hoàng gia của mình trước Trạm cứu hỏa Bandar Seri Begawan. Khi ông bước xuống đường, hàng chục nghìn người có thiện chí đã reo hò, Daulat Kebawah Duli Tuan Patik! Daulat (Vua muôn năm), trong khi vẫy quốc kỳ.
Cung điện của quốc vương đã tổ chức các lễ hội trước đó, trong đó Quốc vương và Vương hậu ngồi trên ngai vàng để tiếp kiến hoàng gia và đội cận vệ danh dự bắn 21 phát đại bác chào mừng. Cỗ xe hoàng gia được kéo bởi năm mươi người được lựa chọn đặc biệt trên quãng đường dài 5 km (3,1 dặm). Thái tử Al-Muhtadee Billah, các vương tử Abdul Azim, Abdul Malik, Abdul Mateen và Abdul Wakeel, cùng Vương nữ Rashidah Sa'adatul Bolkiah cùng quốc vương ngồi trên cỗ xe. Một phong tục thường được lưu giữ trong các dịp hoàng gia, du khách cũng như người dân địa phương được xem đánh trống và trưng bày xa hoa các loại vũ khí bằng vàng và bạc, bao gồm cả Kampilan (dao găm) và Kalasak (khiên).
Năm Thánh Vàng của Quốc vương sẽ được tổ chức bằng một số sự kiện vào tháng 10, bao gồm lễ khánh thành Cầu Raja Isteri Pengiran Anak Hajah Saleha vào ngày 14 tháng 10 và khánh thành Công viên Hành lang Sinh thái vào ngày 22 tháng 10. Hơn nữa, Huân chương Năm Thánh Vàng của Bệ hạ được tạo ra với ba hạng riêng biệt. Bảo tàng Lễ phục Hoàng gia là tên mới của Tòa nhà Lễ phục Hoàng gia kể từ ngày 2 tháng 12 năm 2017, để vinh danh lễ kỷ niệm Năm Thánh vàng của ông.

### Đại dịch
Trong thời điểm số ca nhiễm COVID-19 gia tăng vào tháng 5 năm 2020, Brunei đã nhanh chóng thực hiện cách ly. Thủ tục phong tỏa nhanh chóng được thực hiện và những công dân trở về từ nước ngoài cách ly tại các trung tâm. Khi các hạn chế xã hội nới lỏng trong nước, Hassanal Bolkiah đã kêu gọi thận trọng. Ông đã thể hiện khả năng lãnh đạo của mình khi chỉ trong vài ngày, ông đã cấm người nước ngoài vào Brunei và ngăn cản công dân Brunei ra nước ngoài. Hơn nữa, với tư cách là một người có thẩm quyền Hồi giáo, sự lãnh đạo của quốc vương đặc biệt quan trọng.
Hassanal Bolkiah đã lãnh đạo đất nước một cách có đạo đức và kiên định với tư cách là người đứng đầu chính trị và tôn giáo. Ông cũng nhắc nhở người dân Brunei rằng đối với người Hồi giáo, virus được Chúa gửi đến, nhấn mạnh nghĩa vụ của người Hồi giáo phải tuân thủ các tiêu chuẩn giãn cách xã hội, chăm sóc vệ sinh, tăng cường cầu nguyện và suy ngẫm Kinh Qur'an. Cần có những thái độ như vậy để đảm bảo việc tuân thủ các khuyến nghị về sức khỏe cộng đồng. Vào ngày 1 tháng 4 năm 2021, ông được tiêm vắc xin ngừa COVID-19 tại dinh thự hoàng gia Istana Nurul Iman ở Bandar Seri Begawan. Quốc vương đã chấp thuận cho công chúng tiếp nhận chương trình tiêm chủng COVID-19 dần dần sau lần tiêm liều đầu tiên. Những người tham gia đã gián tiếp tôn vinh Quốc vương, được biết đến như là "vị vua quan tâm", vì đã cung cấp cho "rakyat" (người dân) của mình trong suốt thời kỳ đại dịch đang phát triển bằng cách chia sẻ ý kiến của họ về mức độ hiệu quả của chính phủ.
Vào ngày 19 tháng 9 năm 2022, Sultan và Vương tử Abdul Mateen đã tham dự lễ tang cấp nhà nước của Nữ vương Elizabeth II tại Tu viện Westminster ở London. Để thể hiện sự tôn trọng đối với cố Nữ vương, ông đã chấp thuận cho treo cờ rủ tại các tòa nhà chính phủ và văn phòng cơ quan đại diện ngoại giao của Brunei ở nước ngoài.
Trong bài phát biểu vào ngày 22 tháng 2 năm 2024, Ngày Quốc khánh lần thứ 40 của Brunei, Hassanal Bolkiah đã gọi nền độc lập của quốc gia như một món quà từ Chúa. Ông nhấn mạnh rằng đoàn kết và lòng yêu nước là điều cần thiết để phát huy giá trị tôn giáo, chủ quyền và bản sắc dân tộc. Ông cũng nhấn mạnh rằng sự độc lập đích thực bao gồm tự do và hòa hợp, đạt được nhờ sự hy sinh của các thế hệ trước và hiện tại. Quốc vương còn cho rằng thành tích mạnh mẽ của Brunei trên các chỉ số quốc tế là nhờ sự thành công của RKN trong việc phát triển lực lượng lao động của đất nước và đưa các giải pháp sáng tạo vào thực tế.

## Chính sách ngoại giao

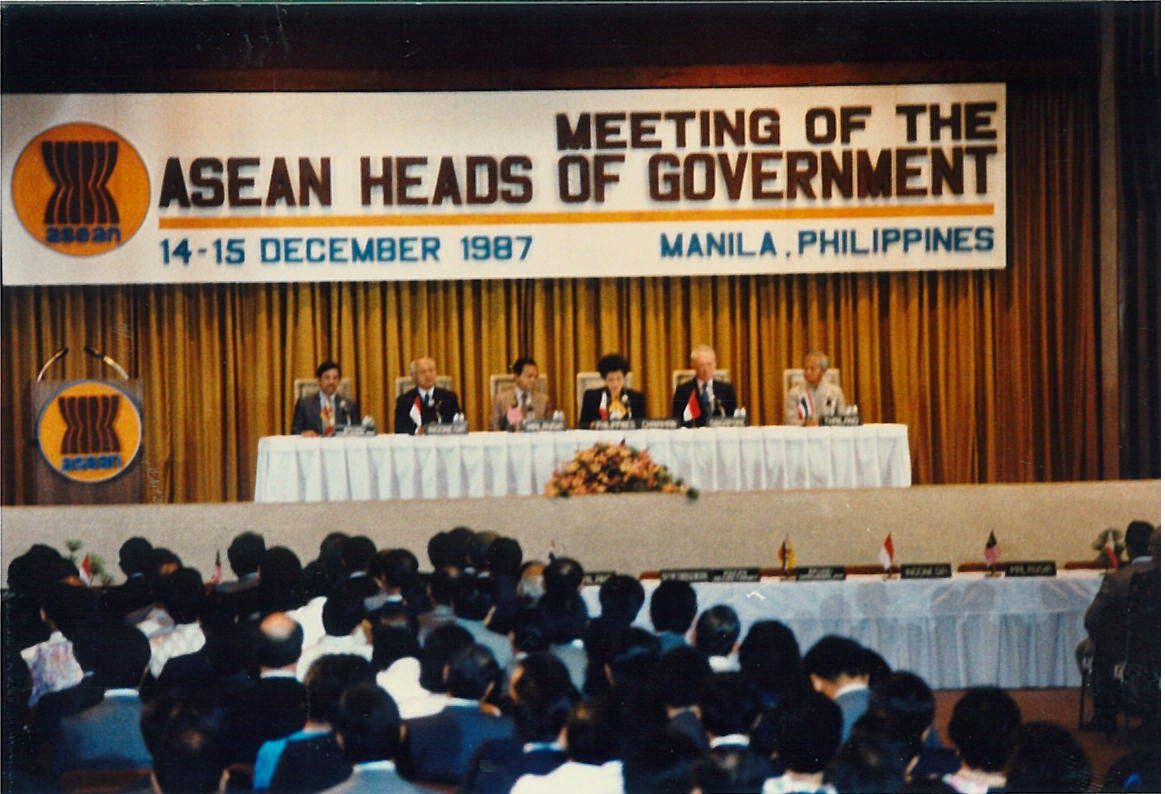
Hassanal Bolkiah tại Hội nghị cấp cao ASEAN lần thứ 3 vào ngày 14–15 tháng 12 năm 1987

Hassanal Bolkiah cũng rất chú trọng đến việc bồi dưỡng và củng cố mối quan hệ với thế giới bên ngoài. Ông đã thực hiện nhiều chuyến đi vòng quanh Châu Âu, Trung Đông, Đông Nam Á và Đông Á cũng như Hoa Kỳ. Bolkiah phát biểu tại Đại hội đồng Liên Hiệp Quốc về việc Brunei Darussalam được kết nạp vào Liên Hiệp Quốc vào tháng 9 năm 1984. Sau đó, Brunei đã đạt được một số cột mốc ngoại giao như trở thành thành viên của cả ASEAN và Liên Hiệp Quốc (LHQ) vào năm 1984. Cùng năm đó, ông chính thức thiết lập quan hệ ngoại giao với một số quốc gia, trong đó có Singapore. Giống như cha mình, ông được Nữ vương Elizabeth II phong tước hiệp sĩ, trong đó Brunei là quốc gia được Anh bảo hộ cho đến năm 1984. Ông là chủ tịch Hội nghị thượng đỉnh các nhà lãnh đạo APEC năm 2000 khi Brunei Darussalam đăng cai tổ chức hội nghị thượng đỉnh này.
Sau khi hai nước ký kết Hiệp định khung Thương mại và Đầu tư (TIFA) tại Washington, D.C vào ngày 16 tháng 12 năm 2002, quan hệ thương mại và đầu tư giữa Brunei và Hoa Kỳ dự kiến sẽ mở rộng. Vào ngày 27 tháng 12 năm 2004, Brunei đã ký Hiệp định đa phương về Tự do hóa Dịch vụ Hàng không Hành khách. Một thỏa thương quyền vận tải hàng không trao các quyền không hạn chế cho giao thông tự do thứ ba và thứ tư cho phép các hãng hàng không do Brunei điều hành hoạt động tại các quốc gia ký kết và vận chuyển hành khách từ các quốc gia không ký kết. Singapore và Thái Lan nằm trong số các bên tham gia thỏa thuận này.
Sau khi hai chính phủ ký kết thỏa thuận tự do hóa dịch vụ hàng không song phương vào ngày 19 tháng 4 năm 2005, chính sách thương quyền vận tải hàng không của Brunei hiện mở rộng sang kết nối hàng không với Các Tiểu vương quốc Ả Rập Thống nhất. Việc ký kết "Hiệp định giữa Nhật Bản và Brunei Darussalam về quan hệ đối tác kinh tế" vào ngày 18 tháng 6 năm 2007 đã giúp Brunei và Nhật Bản có thể hợp tác trong các lĩnh vực năng lượng, phát triển nguồn nhân lực và nâng cấp năng lực. Ngày 25 tháng 7 năm 2008, Kuwait và Brunei đã ký Biên bản ghi nhớ (MoU) trong lĩnh vực kinh tế và công nghệ. Ngày 11 tháng 8 năm 2008, Brunei và Kenya thiết lập quan hệ ngoại giao chính thức.
Hassanal Bolkiah cũng là Chủ tịch ASEAN vào năm 2013 và 2021, khi Brunei Darussalam trở thành Chủ tịch Hội nghị Cấp cao ASEAN và các Hội nghị liên quan.

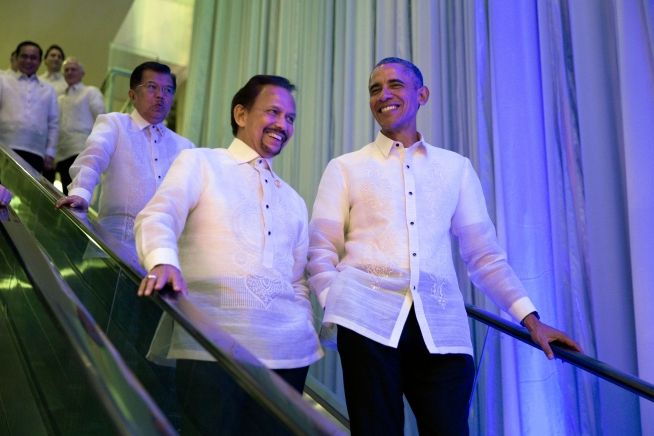
Hassanal Bolkiah với Tổng thống Barack Obama năm 2015

Hassanal Bolkiah phát biểu trước các nhà lãnh đạo thế giới vào ngày 30 tháng 9 năm 2015 rằng Liên Hiệp Quốc... và sự tồn tại 70 năm của tổ chức này là bằng chứng về tầm quan trọng của nó, bất chấp những gì một số người có thể nói về hiệu quả của tổ chức này. Để xóa đói giảm nghèo, chống bất bình đẳng và chống biến đổi khí hậu trong 15 năm tới, tất cả 193 quốc gia thành viên Liên Hiệp Quốc đã thông qua Chương trình nghị sự 2030 về Phát triển bền vững mà ông đang ám chỉ. Ông cho biết, các quốc gia thành viên ASEAN trong khu vực của ông chia sẻ các giá trị về toàn vẹn lãnh thổ, không can thiệp, pháp quyền và quản trị tốt, đóng vai trò là khuôn khổ cho các nỗ lực tăng cường hợp tác vì hòa bình. Ông nói rằng một phương pháp để thực hiện điều này là thông qua trao đổi văn hóa để thúc đẩy sự đồng cảm và hiểu biết nhiều hơn giữa mọi người, điều này cũng có thể giúp ngăn ngừa xung đột trong tương lai.
Singapore và Brunei đã kỷ niệm 40 năm quan hệ quốc phòng song phương vào tháng 8 năm 2016. Ông đã có chuyến thăm cấp nhà nước lần thứ tư tới Singapore vào ngày 5–6 tháng 7 năm 2017, khi hai nước kỷ niệm 50 năm Hiệp định Hoán đổi tiền tệ (CIA). Tờ 50 đô la kỷ niệm được ông và Thủ tướng Lý Hiển Long giới thiệu. Ngoài ra, cựu Tổng thống Tony Tan đã chiêu đãi ông một bữa tiệc cấp nhà nước.
Hassanal Bolkiah và Chủ tịch Trung Quốc Tập Cận Bình gặp nhau tại Bangkok vào ngày 18 tháng 11 năm 2022. Ông đến thăm Vương quốc Bahrain vào ngày 9–11 tháng 6 năm 2023, theo yêu cầu của vua Hamad bin Isa Al Khalifa. Nhân dịp kỷ niệm 35 năm quan hệ ngoại giao giữa hai nước, chuyến thăm này nhấn mạnh mối liên hệ song phương chặt chẽ hiện có giữa Bahrain và Brunei và tìm cách hợp tác hơn nữa trong các lĩnh vực tài chính, đầu tư và quân sự.

## Tranh cãi

### Vụ việc Shannon Marketic
Năm 1997, Shannon Marketic đã kiện Hoàng thân Jefri Bolkiah, em trai của quốc vương Hassanal Bolkiah, với cáo buộc rằng cô và những người phụ nữ khác được thuê để làm công việc quảng cáo nhưng thay vào đó bị giam giữ như một "tù nhân ảo", bị chuốc thuốc và bị lạm dụng tình dục. Quốc vương đã phủ nhận các khiếu nại. Vụ kiện của Marketic nêu tên Hoa hậu Hoa Kỳ 1997 Brandi Sherwood cũng là nạn nhân; tuy nhiên, Sherwood đã từ chối đệ đơn kiện của riêng mình. Sau 18 tháng kiện tụng, một thẩm phán tại tòa án Hoa Kỳ đã bác bỏ vụ kiện do quyền miễn trừ ngoại giao của Quốc vương.

### Khủng hoảng Amedeo
Hassanal đã có những bất đồng công khai với em trai mình là Hoàng thân Jefri Bolkiah, người sở hữu một mạng lưới các công ty và phương tiện đầu tư dưới tên "Tập đoàn Phát triển Amedeo" do con trai ông là Pengiran Muda Abdul Hakeem điều hành, được sử dụng để mua công ty Asprey và xây dựng một công viên giải trí cùng các dự án khác tại Brunei. Vào tháng 7 năm 1998, tập đoàn Amedeo đã sụp đổ với khoản nợ 10 tỷ đô la Mỹ. Từ năm 1983 đến giữa năm 1998, khoảng 40 tỷ đô la Mỹ trong số những khoản được gọi là "chuyển nhượng đặc biệt" đã được thực hiện từ các tài khoản của Cơ quan Đầu tư Brunei (Brunei Investment Agency - BIA). Một cuộc điều tra độc lập đã được tiến hành về các tình tiết của các khoản chuyển nhượng đặc biệt này, kết luận rằng theo số liệu, 14,8 tỷ đô la Mỹ đã được trả vào tài khoản của Hoàng thân Jefri ngoài 8 tỷ đô la Mỹ vào tài khoản của quốc vương và 3,8 tỷ đô la Mỹ cho các mục đích của Chính phủ. Điểm đến, mục đích và người nhận của các khoản chuyển nhượng còn lại vẫn chưa được xác định. Do bản chất bí mật của nhà nước và ranh giới không rõ ràng về tài chính của hoàng gia và tài chính nhà nước bắt đầu và kết thúc, việc thiết lập tiến trình thực sự là rất khó khăn.
Hoàng thân Jefri bị buộc tội biển thủ tiền của nhà nước để chi trả cho các khoản đầu tư cá nhân của mình, mua thông qua các công ty BIA và Amedeo và bị cách chức khỏi vị trí người đứng đầu BIA. Vào tháng 2 năm 2000, chính phủ Brunei đã cố gắng xin lệnh đóng băng tài sản ở nước ngoài của Hoàng thân Jefri, dẫn đến việc ông phản tố tại New York. Sau các cuộc đàm phán kéo dài, một thỏa thuận giải quyết đã được Hoàng thân ký vào tháng 5 năm 2000, các điều khoản của thỏa thuận này chưa bao giờ được công khai. Tuy nhiên, Hoàng thân Jefri tuyên bố rằng quốc vương đã đưa ra lời đảm bảo với ông về việc giữ lại một số tài sản nhất định để duy trì cuộc sống sa hoa của ông, nhưng BIA đã phủ nhận điều này. Theo thỏa thuận dàn xếp được ký kết năm 2000, hoàng thân bắt đầu trả lại tài sản của mình cho nhà nước, bao gồm hơn 500 bất động sản, cả ở Brunei và nước ngoài, khoảng 2.500 ô tô, 100 bức tranh, 5 du thuyền và 9 máy bay. Năm 2001, 10.000 lô đất tài sản của Hoàng thân Jefri đã được đấu giá.
BIA cáo buộc rằng Hoàng thân đã không tuân thủ thỏa thuận bằng cách không tiết lộ tất cả các tài khoản của mình và cho phép tiền được lấy từ các tài khoản bị đóng băng, và khởi động lại các thủ tục pháp lý để giành quyền kiểm soát hoàn toàn tài sản của Hoàng thân. Sau một số lần kháng cáo, cuối cùng, vụ việc đã đến được Cơ mật viện Vương quốc Liên hiệp Anh ở London, nơi có thể đóng vai trò là tòa phúc thẩm cao nhất của Brunei do tình trạng bảo hộ trước đây của Brunei do Anh đảm nhiệm. Hội đồng Cơ mật đã bác bỏ bằng chứng của Hoàng thân Jefri, mô tả lập luận của ông rằng thỏa thuận cho phép ông giữ lại một số tài sản "đơn giản là không thể tin được", và phán quyết có lợi cho Chính phủ Brunei và BIA; do đó, đơn kháng cáo của Hoàng thân đã bị bác bỏ và ông bị lệnh phải trả lại phần tài sản còn lại cho Brunei. Quyết định của Hội đồng Cơ mật không chấm dứt vụ kiện tụng giữa Hoàng thân Jefri và BIA. BIA đã mở lại các thủ tục tố tụng tại Malaysia và Quần đảo Cayman, dẫn đến việc BIA giành được quyền kiểm soát Khách sạn Bel-Air ở Los Angeles và Khách sạn New York Palace ở Manhattan.
BIA cũng mở lại vụ kiện tụng liên quan tại Tòa án Tối cao Anh và xứ Wales. Sau khi thắng kiện trước Hội đồng Cơ mật, BIA đã yêu cầu tòa án xác định xem Hoàng thân Jefri có nên bị xem là coi thường tòa án vì ông đã khai man trong danh sách tài sản của mình hay không. Phiên tòa xét xử khinh thường đã được lên lịch xét xử vào tháng 6 năm 2008, nhưng Hoàng thân đã không tham dự mà thay vào đó đến Paris. Thẩm phán Peter Smith không phán quyết liệu Hoàng thân Jefri có khinh thường hay không, nhưng đã ban hành lệnh bắt giữ ông.
Tính đến tháng 10 năm 2009, Hoàng thân Jefri dường như đã được phép trở lại Brunei. Ông không nắm giữ bất kỳ vai trò chính thức nào của chính phủ nhưng vẫn giữ nguyên mọi tước hiệu và huân chương hoàng gia và vẫn tuân thủ theo nghi thức nghi lễ hoàng gia. Ông được nhìn thấy tại các sự kiện quốc gia quan trọng như lễ kỷ niệm Ngày nhà giáo quốc gia, sinh nhật của quốc vương và tại Lễ kỷ niệm Ngày quốc khánh. Lần xuất hiện gần đây nhất của ông là tại lễ khai mạc Legco (Hội đồng lập pháp) vào tháng 3 năm 2012.

### Luật chống LGBT và tử hình bằng cách ném đá
Với quai trò là Thủ tướng chính phủ, Quốc vương Hassanal Bolkiah đã đi đầu trong việc ban hành luật sẽ áp dụng hình phạt tử hình đối với hành vi đồng tính luyến ái và ngoại tình, bằng cách ném đá, có hiệu lực từ ngày 3 tháng 4 năm 2019. Điều này đã gây ra các cuộc biểu tình quốc tế. Chính sách này dẫn đến các cuộc kêu gọi tẩy chay nhiều công ty thuộc sở hữu của hoàng gia Brunei, đáng chú ý là Dorchester Collection, một nhóm khách sạn nổi tiếng do quốc vương sở hữu tại Hoa Kỳ và Châu Âu. Quốc vương, thông qua BIA của mình, đơn vị sở hữu các khách sạn Dorchester Collection, cũng đã nêu lên những lo ngại ở nước ngoài vào tháng 4 năm 2014 sau khi ông ban hành bộ luật hình sự theo luật Sharia. Bộ luật này bao gồm tử hình bằng cách ném đá, chặt chân tay và đánh roi đối với các tội danh ở Brunei bao gồm phá thai, ngoại tình và các hành vi quan hệ đồng giới. Không có hành vi nào trong số này được miễn trừ khỏi luật Sharia, bất kể giai cấp xã hội của một người, mặc dù luật này chỉ được áp dụng đối với các hành vi được thực hiện tại Brunei. Khi quốc vương đưa ra thông báo của mình, những nghệ sĩ giải trí như George Clooney, Elton John và Ellen DeGeneres đã kêu gọi tẩy chay tất cả các khách sạn liên quan đến gia đình hoàng gia Brunei.
Để phản đối, một tổ chức ủng hộ LGBT quốc gia của Hoa Kỳ, Gill Action Fund, đã hủy đặt phòng để tổ chức hội nghị của các nhà tài trợ lớn tại Khách sạn Beverly Hills và yêu cầu hoàn lại tiền đặt cọc. Ban quản lý khách sạn đã phản hồi bằng cách đưa ra tuyên bố khẳng định rằng họ không phân biệt đối xử trên cơ sở khuynh hướng tình dục. Các nhà thiết kế thời trang Brian Atwood và Peter Som sau đó đã kêu gọi các cuộc biểu tình rộng rãi hơn, thúc giục ngành công nghiệp thời trang tẩy chay tất cả các khách sạn thuộc sở hữu của Dorchester Collection.
Vào tháng 1 năm 2013, Royal College of General Practitioners đã trao cho quốc vương vinh dự "Người bạn đồng hành đầu tiên của trường cho các dịch vụ chăm sóc sức khỏe tại Brunei và nước ngoài". Vào tháng 4 năm 2019, RCGP đã thu hồi danh dự này trước những luật chống LGBT mới được quốc vương ủng hộ, không phù hợp với các giá trị của tổ chức. Do sự lên án của quốc tế đối với luật này, Quốc vương đã tuyên bố rằng ông sẽ gia hạn lệnh hoãn thi hành án tử hình đối với hành vi đồng tính luyến ái và phê chuẩn Công ước Liên Hợp Quốc về Chống tra tấn.

### Tranh cãi về bộ sưu tập xe ô tô
Quốc vương từng sở hữu một trong những bộ sưu tập xe ô tô tư nhân lớn nhất thế giới với khoảng 2.500 chiếc mà em trai ông, Jefri Bolkiah, đã mua cho chính mình, Quốc vương và các thành viên khác trong gia đình hoàng gia để thỏa mãn niềm đam mê xe ô tô của họ. Bộ sưu tập xe ô tô và những thú vui khác của Hoàng thân Jefri Bolkiah đã tiêu tốn hàng tỷ đô la Mỹ và cuối cùng khiến ông gặp rắc rối và gia đình hoàng gia rơi vào khủng hoảng tài chính. Bộ sưu tập xe ô tô bị bỏ rơi không ai chăm sóc; hầu hết những chiếc xe không có gara đều không thể cứu vãn, số còn lại đã được bán đấu giá.

## Hoạt động từ thiện

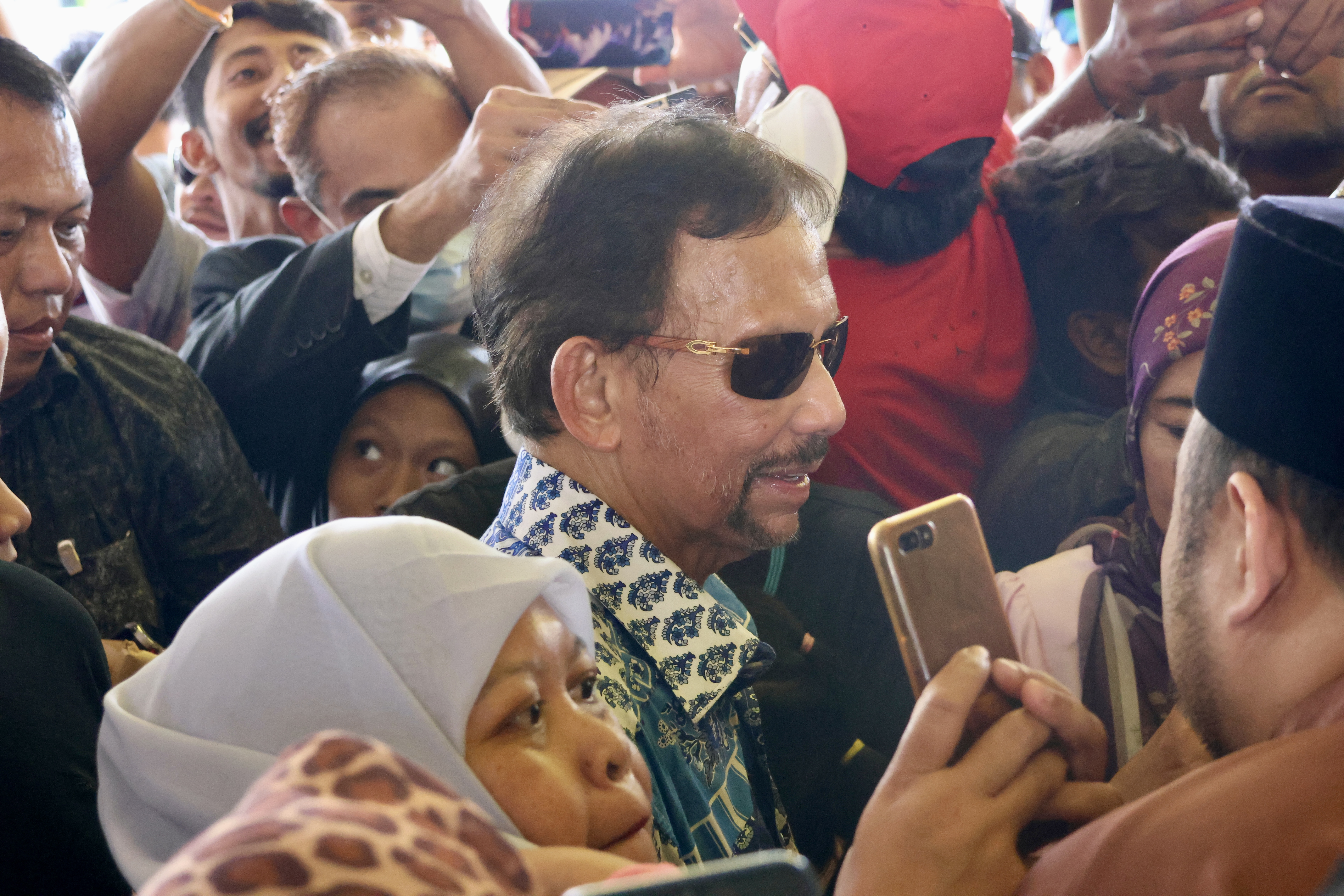
Hassanal Bolkiah trong chuyến thăm năm 2023 tới Quận Belait

### Quỹ Sultan Haji Hassanal Bolkiah
Quỹ Sultan Haji Hassanal Bolkiah (Yayasan Sultan Haji Hassanal Bolkiah; YSHHB), đôi khi được gọi là Yayasan, được thành lập vào ngày 5 tháng 10 năm 1992. Hassanal Bolkiah và các thành viên gia đình ông dự định quỹ sẽ hoạt động như một kênh dẫn cho các khoản đóng góp từ thiện của họ. Yayasan được hướng dẫn bởi năm nguyên tắc chỉ đạo: tài chính, phát triển, phúc lợi, giáo dục và tôn giáo.
Trong bài phát biểu vào ngày 28 tháng 1 năm 2009, Hassanal Bolkiah đã chấp thuận thành lập "Ủy ban Quỹ nhân đạo Palestine". Quỹ nhân đạo Palestine đã nhận được khoản tài trợ 50.000 đô la từ Quỹ Sultan Haji Hassanal Bolkiah. Khoản tài trợ này đã nâng số tiền quyên góp được lên 61.000 đô la. Trường học của Quỹ và Khu phức hợp tòa nhà của Quỹ đều có đặt hộp quyên góp.
Tại cuộc họp của Ủy ban Thống đốc YSHHB vào ngày 2 tháng 10 năm 2018, Vương tử Abdul Malik tiết lộ rằng hơn 115.000 đô la đã bị biển thủ từ tổ chức. Ông đề cập rằng tám trường hợp vi phạm lòng tin liên quan đến năm nhân viên và tổng cộng 115.528 đô la đã được đệ trình trong khoảng thời gian từ năm 2004 đến năm 2016. Vụ gian lận đã bị phát hiện sau khi Văn phòng Kiểm toán của Thủ tướng tiến hành cuộc kiểm toán đầu tiên kể từ khi quỹ được thành lập vào năm 1992.

### Học bổng
Hassanal Bolkiah, cũng là Supreme Commander của RBAF, đã hình dung rằng các nhà lãnh đạo tương lai của Brunei sẽ sở hữu các kỹ năng lãnh đạo đặc biệt và sẵn sàng lãnh đạo đất nước vượt qua những thay đổi nhanh chóng hiện tại của thế giới. Để thu hút và bồi dưỡng các nhà lãnh đạo trẻ xuất sắc cho các ngành công nghiệp quốc phòng và an ninh của Brunei, Chương trình Học bổng Tổng tư lệnh Lực lượng vũ trang Hoàng gia Brunei đã được thành lập vào năm 2005. Chương trình này cung cấp học phí tại các trường đại học và trường quân sự quốc tế danh tiếng. Kể từ khi thành lập, hơn 50 người Brunei xuất sắc đã được trao học bổng này, học bổng này chi trả học phí, chi phí sinh hoạt, trợ cấp và vé khứ hồi hàng năm. Ngoài việc cung cấp nhiều chuyên ngành, những người nhận học bổng còn đại diện cho Brunei ở nước ngoài với tư cách là đại sứ trẻ.
Là kết quả trực tiếp của mục tiêu thành lập Quỹ Sultan Haji Hassanal Bolkiah, đặc biệt là về giáo dục, một chương trình học bổng độc đáo có tên gọi "Sultan's Scholar" đã được thành lập. Năm 2006, Sultan Hassanal Bolkiah đã chấp thuận trao giải thưởng "Sultan's Scholar". Chương trình học bổng "Sultan's Scholar" đã được Quỹ Sultan Haji Hassanal Bolkiah mở rộng vào năm 2013 để bao gồm cả ngâm vịnh (recitation) cho đến bằng Tiến sĩ.

## Cuộc sống cá nhân

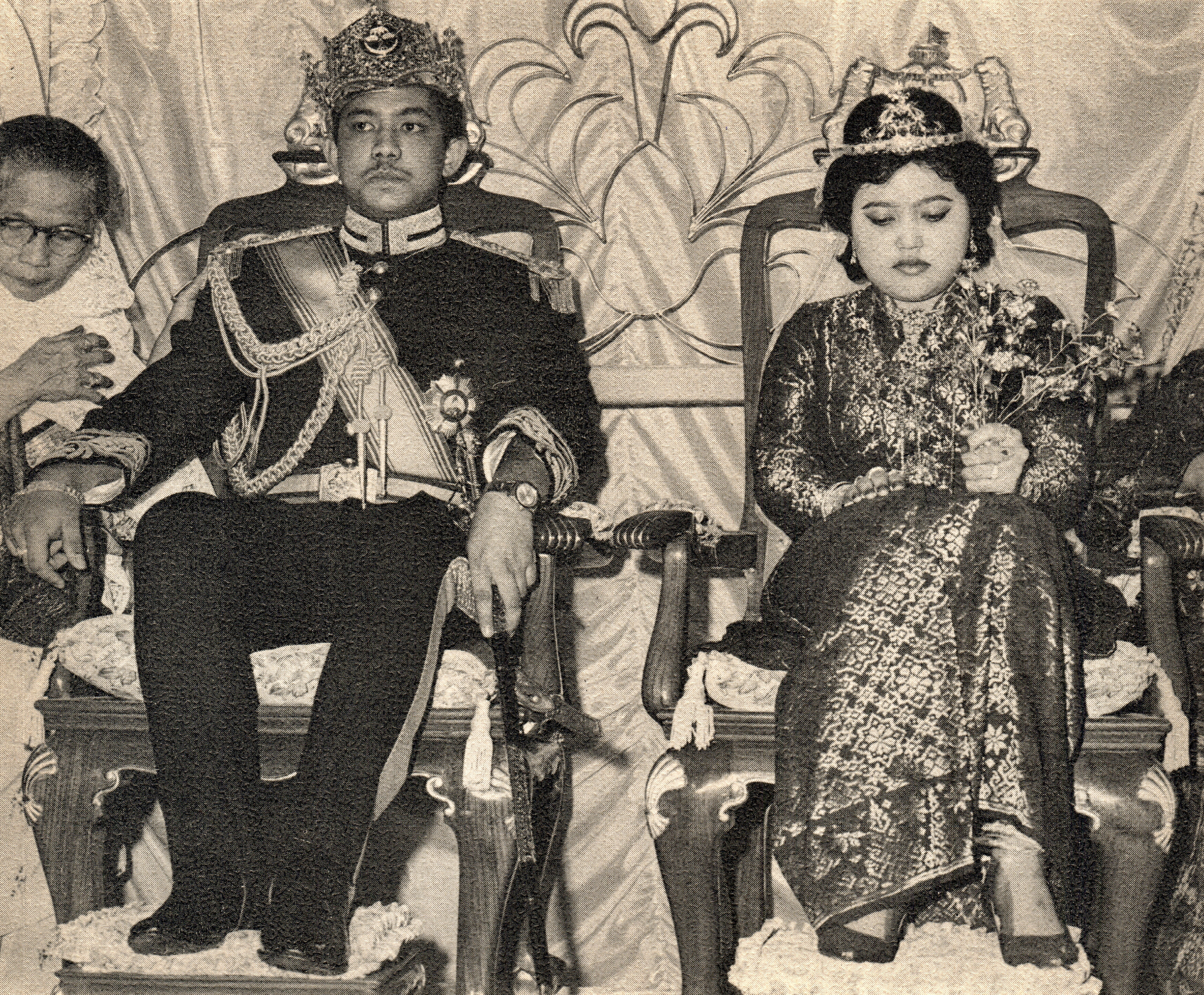
Lễ kết hôn của Hassanal Bolkiah và Pengiran Anak Saleha vào ngày 29 tháng 7 năm 1965

### Sở thích
Hassan Bolkiah đã chơi polo với Vương tử Charles, Thân vương xứ Wales vào ngày 15 tháng 7 năm 1996, để kỷ niệm sinh nhật lần thứ 50 của ông. Ông đã chơi polo một cách chuyên nghiệp khi còn trẻ, thậm chí có lúc còn đại diện cho đội Kỵ binh số 61 của Quân đội Ấn Độ. Ông thường xuyên tham dự các trận đấu polo trong những năm gần đây, đặc biệt là kể từ khi hai người con của ông bắt đầu chơi polo chuyên nghiệp. Một trận đấu polo giao hữu giữa đội Brunei và đội Kỵ binh số 61 của Quân đội Ấn Độ cũng đã được tổ chức cách đây vài năm như một phần của lễ kỷ niệm sinh nhật lần thứ 70 của quốc vương để tri ân tình bạn lâu dài của ông với đơn vị này.
Vào ngày 8 tháng 2 năm 2015, Hassanal Bolkiah đã tham gia và giành chiến thắng tại Cúp vàng Richard Mille, một trận đấu polo từ thiện được tổ chức tại Padang 1, Câu lạc bộ Polo và Cưỡi ngựa Hoàng gia Brunei (RBPRC) Jerudong, để ủng hộ Quỹ Ung thư Trẻ em (YASKA). Vào ngày hôm sau, ông đã dẫn dắt đội của mình giành chiến thắng trong Trận đấu Polo Triển lãm Richard Mille. Đội đen của quốc vương đã đánh bại đội trắng với tỷ số 7–5 vào ngày thứ tám của cuộc thi từ thiện bốn đội tại cùng địa điểm để tiến vào trận chung kết.
Hassanal Bolkiah thích chơi cầu lông và bóng quần.

### Hôn nhân và vấn đề
Quốc vương kết hôn với người em họ đời đầu của mình, Pengiran Anak Saleha, người sau này mang tước hiệu Duli Yang Maha Mulia Paduka Seri Baginda Raja Isteri (Vương hậu Điện hạ) tại Istana Darul Hana vào ngày 29 tháng 7 năm 1965. Ông kết hôn với Mariam Abdul Aziz (trước đây có tước hiệu Duli Yang Teramat Mulia Pengiran Isteri) làm người vợ thứ hai của mình vào năm 1981 khi bà là cựu tiếp viên hàng không của Hãng hàng không Royal Brunei Airlines. Theo luật Sharia của Brunei, Mariam đã bị tước bỏ mọi tước hiệu hoàng gia vào năm 2003 và Quốc vương tuyên bố ly hôn giai đoạn đầu với bà, theo tuyên bố của Vương tử Sufri Bolkiah trên truyền hình nhà nước. Quốc vương kết hôn với cựu phát thanh viên TV3 người Malaysia 33 tuổi Azrinaz Mazhar Hakim (trước đây có trước hiệu là Duli Yang Teramat Mulia Pengiran Isteri) trong một đám cưới riêng được tổ chức tại Kuala Lumpur vào tháng 8 năm 2005. Vào ngày 16 tháng 6 năm 2010, Đại quản gia thông báo rằng Quốc vương đang ly hôn với người vợ thứ ba và sẽ tước bỏ mọi tước hiệu hoàng gia của bà sau 5 năm chung sống, trích dẫn "lý do đặc biệt" mà không nêu thêm chi tiết, sau nhiều tuần có tin đồn ở thủ đô. Người ta cũng biết rằng ông có một cô con gái nuôi tên là Afifa Abdullah với Mariam.
Vương thái tử Al-Muhtadee Billah là Pengiran Muda Mahkota (Vương tử hoàng gia) hiện tại và là người thừa kế ngai vàng của Brunei, là con trai cả của quốc vương và Raja Isteri Pengiran Anak Saleha. Tính đến năm 2012, Hassanal Bolkiah có 5 người con trai và 7 người con gái với ba người vợ của mình. Tính đến năm 2024, ông cũng có 19 người cháu.
| Tên                                                         | Sinh                      | Mất                                                 | Hôn nhân                                                    | Hôn nhân | Con cái                                  |
| Tên                                                         | Sinh                      | Mất                                                 | Ngày                                                        | Phố ngẫu | Con cái                                  |
| ----------------------------------------------------------- | ------------------------- | --------------------------------------------------- | ----------------------------------------------------------- | --- | ---------------------------------------- |
| Raja Isteri Pengiran Anak Hajah Saleha (1965–nay)           |                           |                                                     |                                                             | |                                          |
| Pengiran Anak Puteri Hajah Rashidah Sa'adatul Bolkiah       | Ngày 26 tháng 7 năm 1969  |                                                     | Ngày 15 tháng 8 năm 1996                                    | Pengiran Maharaja Setia Laila Di-Raja Sahibul Irshad Pengiran Anak Haji 'Abdul Rahim bin Pengiran Indera Mahkota Pengiran Anak Dr. Kemaluddin Al-Haj | Pengiran Anak Raheemah Sanaul Bolkiah    |
| Pengiran Anak Puteri Hajah Rashidah Sa'adatul Bolkiah       | Ngày 26 tháng 7 năm 1969  | Pengiran Anak Hariisah Widadul Bolqiah              | Ngày 15 tháng 8 năm 1996                                    | Pengiran Maharaja Setia Laila Di-Raja Sahibul Irshad Pengiran Anak Haji 'Abdul Rahim bin Pengiran Indera Mahkota Pengiran Anak Dr. Kemaluddin Al-Haj |                                          |
| Pengiran Anak Puteri Hajah Rashidah Sa'adatul Bolkiah       | Ngày 26 tháng 7 năm 1969  | Pengiran Anak 'Abdul Raqiib                         | Ngày 15 tháng 8 năm 1996                                    | Pengiran Maharaja Setia Laila Di-Raja Sahibul Irshad Pengiran Anak Haji 'Abdul Rahim bin Pengiran Indera Mahkota Pengiran Anak Dr. Kemaluddin Al-Haj |                                          |
| Pengiran Anak Puteri Hajah Rashidah Sa'adatul Bolkiah       | Ngày 26 tháng 7 năm 1969  | Pengiran Anak 'Abdul Haseeb                         | Ngày 15 tháng 8 năm 1996                                    | Pengiran Maharaja Setia Laila Di-Raja Sahibul Irshad Pengiran Anak Haji 'Abdul Rahim bin Pengiran Indera Mahkota Pengiran Anak Dr. Kemaluddin Al-Haj |                                          |
| Pengiran Anak Puteri Hajah Rashidah Sa'adatul Bolkiah       | Ngày 26 tháng 7 năm 1969  | Pengiran Anak Raqeeqah Raayatul Bolqiah             | Ngày 15 tháng 8 năm 1996                                    | Pengiran Maharaja Setia Laila Di-Raja Sahibul Irshad Pengiran Anak Haji 'Abdul Rahim bin Pengiran Indera Mahkota Pengiran Anak Dr. Kemaluddin Al-Haj |                                          |
| Pengiran Anak Puteri Hajah Muta-Wakkilah Hayatul Bolkiah    | Ngày 12 tháng 10 năm 1971 |                                                     | Không có                                                    | Không có | Không có                                 |
| Pengiran Muda Mahkota Pengiran Muda Haji Al-Muhtadee Billah | Ngày 17 tháng 2 năm 1974  |                                                     | Ngày 9 tháng 9 năm 2004                                     | Pengiran Anak Isteri Pengiran Anak Sarah binti Pengiran Haji Salleh Ab-Rahaman                                                                       | Pengiran Muda Abdul Muntaqim             |
| Pengiran Muda Mahkota Pengiran Muda Haji Al-Muhtadee Billah | Ngày 17 tháng 2 năm 1974  | Pengiran Anak Muneerah Madhul Bolkiah               | Ngày 9 tháng 9 năm 2004                                     | Pengiran Anak Isteri Pengiran Anak Sarah binti Pengiran Haji Salleh Ab-Rahaman                                                                       |                                          |
| Pengiran Muda Mahkota Pengiran Muda Haji Al-Muhtadee Billah | Ngày 17 tháng 2 năm 1974  | Pengiran Muda Muhammad Aiman                        | Ngày 9 tháng 9 năm 2004                                     | Pengiran Anak Isteri Pengiran Anak Sarah binti Pengiran Haji Salleh Ab-Rahaman                                                                       |                                          |
| Pengiran Muda Mahkota Pengiran Muda Haji Al-Muhtadee Billah | Ngày 17 tháng 2 năm 1974  | Pengiran Anak Faathimah Az-Zahraa Raihaanul Bolkiah | Ngày 9 tháng 9 năm 2004                                     | Pengiran Anak Isteri Pengiran Anak Sarah binti Pengiran Haji Salleh Ab-Rahaman                                                                       |                                          |
| Pengiran Anak Puteri Hajah Majeedah Nuurul Bolkiah          | Ngày 16 tháng 3 năm 1976  |                                                     | Ngày 10 tháng 6 năm 2007 Đã ly hôn ngày 7 tháng 12 năm 2023 | Pengiran Khairul Khalil bin Pengiran Syed Haji Jaafari                                                                                               | Pengiran Anak 'Abdul Hafeez              |
| Pengiran Anak Puteri Hajah Majeedah Nuurul Bolkiah          | Ngày 16 tháng 3 năm 1976  | Pengiran Anak Raihaanah Hanaa-Ul Bolqiah            | Ngày 10 tháng 6 năm 2007 Đã ly hôn ngày 7 tháng 12 năm 2023 | Pengiran Khairul Khalil bin Pengiran Syed Haji Jaafari                                                                                               |                                          |
| Pengiran Anak Puteri Hajah Hafizah Sururul Bolkiah          | Ngày 12 tháng 3 năm 1980  |                                                     | Ngày 20 tháng 9 năm 2012                                    | Pengiran Anak Haji Muhammad Ruzaini bin Pengiran Dr. Haji Mohammad Yakub                                                                             | Pengiran Anak Muhammad Za'eem            |
| Pengiran Anak Puteri Hajah Hafizah Sururul Bolkiah          | Ngày 12 tháng 3 năm 1980  | Pengiran Anak Muhammad 'Aamir                       | Ngày 20 tháng 9 năm 2012                                    | Pengiran Anak Haji Muhammad Ruzaini bin Pengiran Dr. Haji Mohammad Yakub                                                                             |                                          |
| Pengiran Anak Puteri Hajah Hafizah Sururul Bolkiah          | Ngày 12 tháng 3 năm 1980  | Pengiran Anak 'Abdul Hakeem                         | Ngày 20 tháng 9 năm 2012                                    | Pengiran Anak Haji Muhammad Ruzaini bin Pengiran Dr. Haji Mohammad Yakub                                                                             |                                          |
| Pengiran Anak Puteri Hajah Hafizah Sururul Bolkiah          | Ngày 12 tháng 3 năm 1980  | Pengiran Anak 'Abdul Aleem                          | Ngày 20 tháng 9 năm 2012                                    | Pengiran Anak Haji Muhammad Ruzaini bin Pengiran Dr. Haji Mohammad Yakub                                                                             |                                          |
| Pengiran Muda 'Abdul Malik                                  | Ngày 30 tháng 6 năm 1983  |                                                     | Ngày 9 tháng 4 năm 2015                                     | Pengiran Anak Isteri Pengiran Raabi'atul Adawiyyah binti Pengiran Haji Bolkiah                                                                       | Pengiran Anak Muthee'ah Raayatul Bolqiah |
| Pengiran Muda 'Abdul Malik                                  | Ngày 30 tháng 6 năm 1983  | Pengiran Anak Fathiyyah Rafaahul Bolqiah            | Ngày 9 tháng 4 năm 2015                                     | Pengiran Anak Isteri Pengiran Raabi'atul Adawiyyah binti Pengiran Haji Bolkiah                                                                       |                                          |
| Pengiran Muda 'Abdul Malik                                  | Ngày 30 tháng 6 năm 1983  | Pengiran Anak Khaalishah Mishbaahul Bolqiah         | Ngày 9 tháng 4 năm 2015                                     | Pengiran Anak Isteri Pengiran Raabi'atul Adawiyyah binti Pengiran Haji Bolkiah                                                                       |                                          |
| Mariam Abdul Aziz (1981–2003; đã ly hôn)                    |                           |                                                     |                                                             | |                                          |
| Pengiran Muda Haji 'Abdul 'Azim                             | 29 tháng 7 năm 1982       | 24 tháng 10 năm 2020                                | Không có                                                    | Không có | Không có                                 |
| Pengiran Anak Puteri 'Azemah Ni'matul Bolkiah               | 26 tháng 9 năm 1984       |                                                     | 8 tháng 1 năm 2023                                          | Pengiran Muda Bahar ibni Pengiran Di-Gadong Sahibul Mal Pengiran Muda Haji Jefri Bolkiah                                                             | Không có                                 |
| Pengiran Anak Puteri Fadzilah Lubabul Bolkiah               | Ngày 23 tháng 8 năm 1985  |                                                     | 16 tháng 1 năm 2022                                         | Pengiran Suami Abdullah Nabil Mahmoud Al-Hashimi | Pengiran Anak Daniya Rahmatul Bolkiah    |
| Pengiran Muda 'Abdul Mateen                                 | 10 tháng 8 năm 1991       |                                                     | 7 tháng 1 năm 2024                                          | Pengiran Anak Isteri Anisha Rosnah binti Adam | Không có                                 |
| Azrinaz Mazhar Hakim (2005–2010; đã ly hôn)                 |                           |                                                     |                                                             | |                                          |
| Pengiran Muda 'Abdul Wakeel                                 | Ngày 1 tháng 6 năm 2006   |                                                     | Không có                                                    | Không có | Không có                                 |
| Pengiran Anak Puteri 'Ameerah Wardatul Bolkiah              | 28 tháng 1 năm 2008       |                                                     | Khôgn có                                                    | Khôgn có | Khôgn có                                 |

## Tước hiệu và phong cách

### Trước hiệu và phong cách đầy đủ
- 5 tháng 10 năm 1967 – nay: Quốc vương Haji Hassanal Bolkiah Mu'izzaddin Waddaulah ibni Al-Marhum Sultan Haji Omar 'Ali Saifuddien Sa'adul Khairi Waddien, Quốc vương và Yang Di-Pertuan của Negara Brunei Darussalam.[141]
  - Tiếng Mã Lai (Rumi): Kebawah Duli Yang Maha Mulia Paduka Seri Baginda Sultan Haji Hassanal Bolkiah Mu'izzaddin Waddaulah ibni Al-Marhum Sultan Haji Omar 'Ali Saifuddien Sa'adul Khairi Waddien, Sultan dan Yang Di-Pertuan Negara Brunei Darussalam.[141]
  - Tiếng Mã Lai (Jawi): کباوه دولي يڠ مها موليا ڤادوک سري بݢندا سلطان حاج حسن البلقية معز الدين والدولة ابن المرحوم سلطان حاج عمر علي سيف الدين سعد الخير والدين، سلطان دان يڠ دڤرتوان نݢارا بروني دارالسلام.‎

## Giải thưởng và Vinh dự

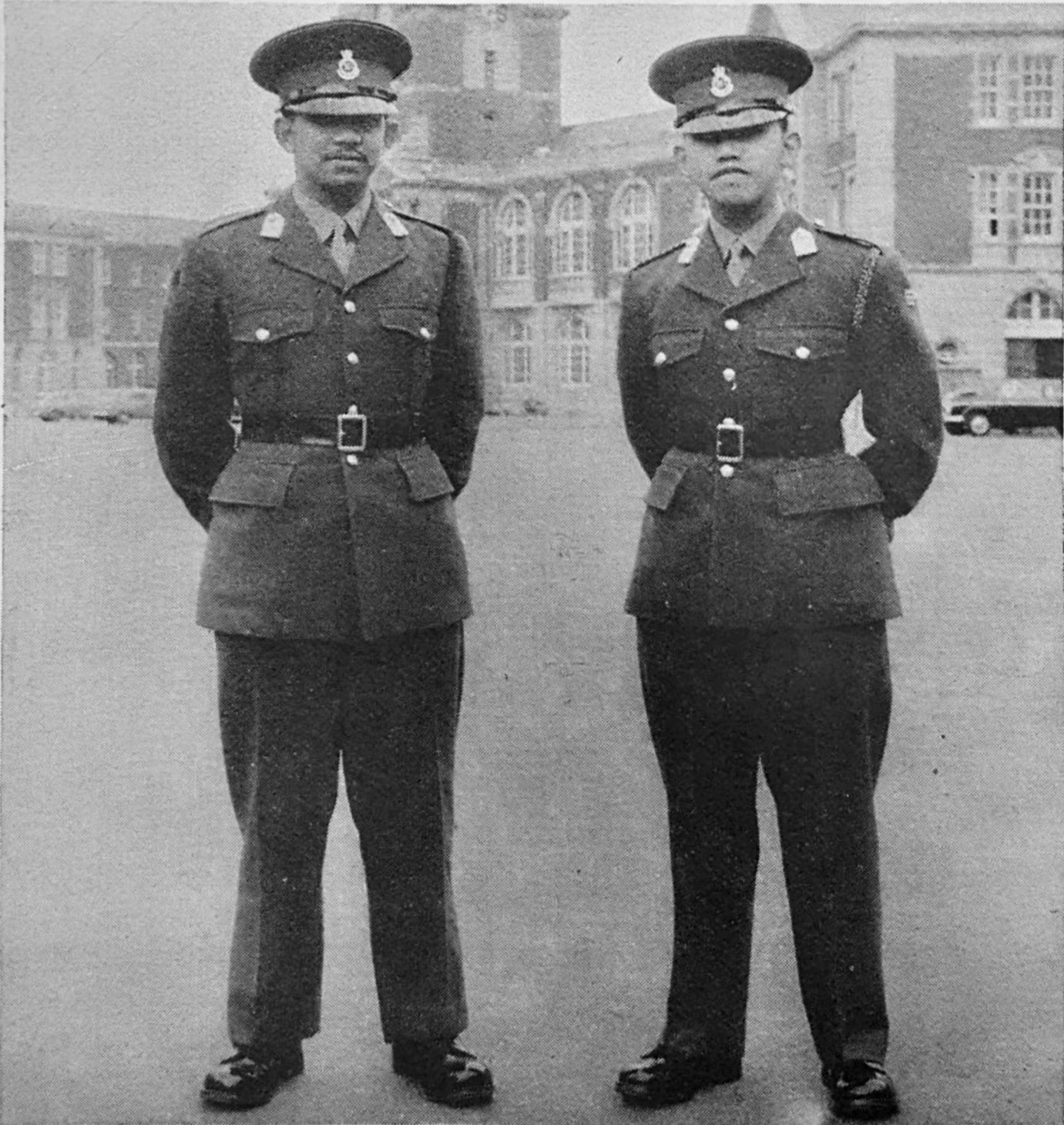
Vương thái tử Hassanal Bolkiah và Mohamed Bolkiah tại Học viện Quân sự Hoàng gia Sandhurst năm 1966

### Danh dự học thuật
Quốc vương đã được trao bằng tiến sĩ danh dự của Đại học Tổng hợp Quốc gia Moscow về Quan hệ Quốc tế (MGIMO), năm 2005. Trước đó, ông đã được trao bằng Tiến sĩ Luật danh dự từ Đại học Oxford, Anh, được trả lại vào ngày 6 tháng 5 năm 2019 sau một lá thư từ trường đại học (nhưng không bị thu hồi), và bằng Tiến sĩ Văn chương danh dự từ Đại học Aberdeen, Scotland, bị thu hồi vào ngày 17 tháng 4 năm 2019. Ông đã được trao bằng Tiến sĩ danh dự từ Đại học Chulalongkorn của Thái Lan. Năm 2003, ông đã nhận bằng Tiến sĩ danh dự về Nhân văn và Văn hóa từ Trường Đại học Gadjah Mada (UGM), Yogyakarta, Indonesia. Vào ngày 27 tháng 1 năm 2005, ông đã được Đại học Quốc gia Singapore trao tặng bằng Tiến sĩ Luật danh dự. Vào ngày 14 tháng 4 năm 2011, ông được King's College London (KCL) trao tặng Bằng Tiến sĩ Luật danh dự. Giấy chứng nhận bằng tiến sĩ danh dự được trao tặng bởi Lãnh chúa Douro, chủ tịch Hội đồng KCL. Bằng tiến sĩ danh dự này đã bị Ủy ban Học bổng và Bằng danh dự tại KCL hủy bỏ vào ngày 6 tháng 6 năm 2019 theo khuyến nghị của Chủ tịch KCL Christopher Geidt, trước sự việc Quốc vương sẵn sàng thông qua luật ném đá đến chết và các hình phạt khác đối với những người đồng tính ở Brunei. Ông được trao bằng Tiến sĩ danh dự về triết học và nhân văn vào ngày 21 tháng 4 năm 2011 bởi Đại học Indonesia. Vào ngày 23 tháng 3 năm 2019, ông được trao bằng Tiến sĩ danh dự về Lãnh đạo Hồi giáo từ Đại học Teknologi MARA (UiTM), Malaysia.

### Danh dự quân sự
Trong Quân đội Anh, ông được phong hàm Thiếu tướng danh dự vào năm 1984. Nữ vương Elizabeth II đã bổ nhiệm Hassanal Bolkiah làm Thống chế trong Không quân Hoàng gia Anh (RAF) vào năm 1992. Theo Cung điện Buckingham, Nữ vương không quyết định có nên trao tặng danh hiệu này cho ông hay không, như Business Insider đã đưa tin. Trong Hải quân Hoàng gia Anh, ông được phong hàm Đô đốc danh dự vào năm 2001.
Vào tháng 4 năm 2008, ông được phong làm thành viên danh dự của Đơn vị tác chiến đặc biệt Satgas Atbara của Indonesia. Ông giữ quân hàm Đại tá danh dự Chỉ huy Nhóm dịch vụ đặc biệt (SSG) của Pakistan, được trao tặng trong chuyến thăm trụ sở SSG của Quân đội Pakistan tại Cherat có hiệu lực từ ngày 3 tháng 4 năm 2005. Ông sở hữu mũ nồi đỏ và cánh dù của lính dù Black Hawk, được Quân đội Ấn Độ tặng cho ông trong chuyến thăm cấp nhà nước tới Ấn Độ. Vào ngày 30 tháng 1 năm 2009, ông được Tổng thống Gloria Macapagal Arroyo của Philippines trao tặng Huân chương Lakandula trong chuyến thăm cấp nhà nước tới đất nước này.